# Liste des lacs des États-Unis
Voici une liste de lacs des États-Unis.

## Par superficie
Cette liste recense les lacs situés au moins en partie sur le territoire des États-Unis et dont la superficie totale excède 1 000 km2.
| Nom               | Superficie (km2) |
| ----------------- | ---------------- |
| Lac Supérieur     | 82 100           |
| Lac Huron         | 59 600           |
| Lac Michigan      | 57 750           |
| Lac Érié          | 25 700           |
| Lac Ontario       | 18 960           |
| Grand Lac Salé    | 4 400            |
| Lac des Bois      | 4 350            |
| Lac Iliamna       | 2 600            |
| Lac Okeechobee    | 1 890            |
| Lac Pontchartrain | 1 630            |
| Lac Champlain     | 1 130            |
| Lac Sainte-Claire | 1 114            |

## Par région

### Grands lacs
- Lac Supérieur
- Lac Michigan
- Lac Huron
- Lac Sainte-Claire
- Lac Érié
- Lac Ontario

## Par État

### Alabama
- Bankhead Lake
- Bear Creek Reservoir
- Creek Lake
- Lake Eufala (s'étend aussi en Géorgie).
- Gantt Lake

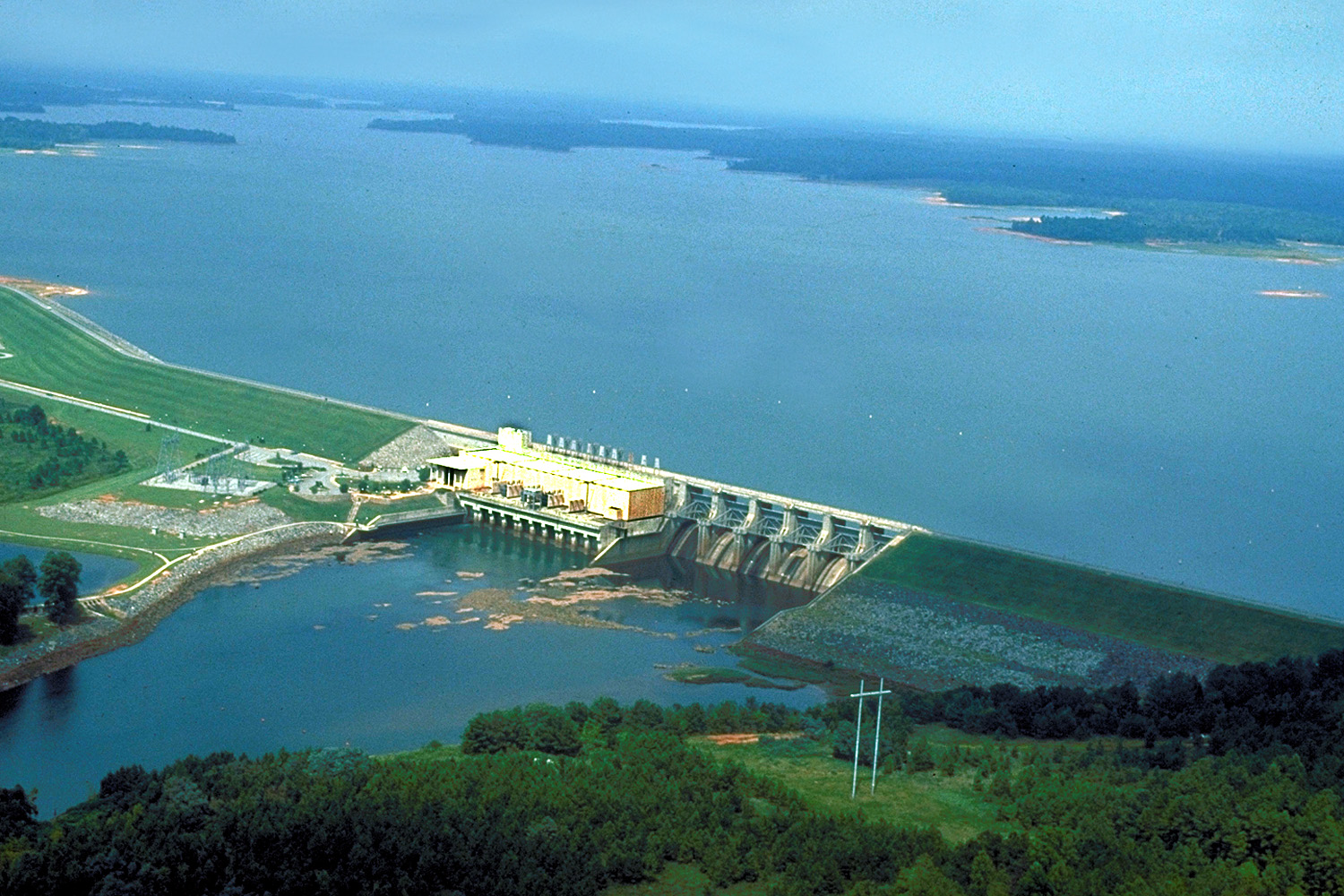
West Point Lake

- Lake Guntersville - Le plus grand d'Alabama.
- Lake Harding (s'étend aussi en Géorgie).
- Holt Lake
- Inland Lake
- Lake Jackson (s'étend aussi en Floride).
- Jordan Lake
- Lay Lake
- Little Bear Creek Reservoir
- Logan Martin Lake
- Lake Lurleen
- Lac Martin (Alabama)
- Neely Henry Lake
- Lake Pickwick (s'étend aussi dans le Mississippi).
- Lake Purdy
- Ski Lake
- Smith Lake
- Lake Tholocco
- Lake Tuscaloosa
- Upper Bear Creek Reservoir
- Lake Wedowee
- Weiss Lake
- West Point Lake (s'étend aussi en Géorgie).
- W. F. Lake
- Wheeler Lake
- Wilson Lake
- William Bill Danelly Reservoir

### 

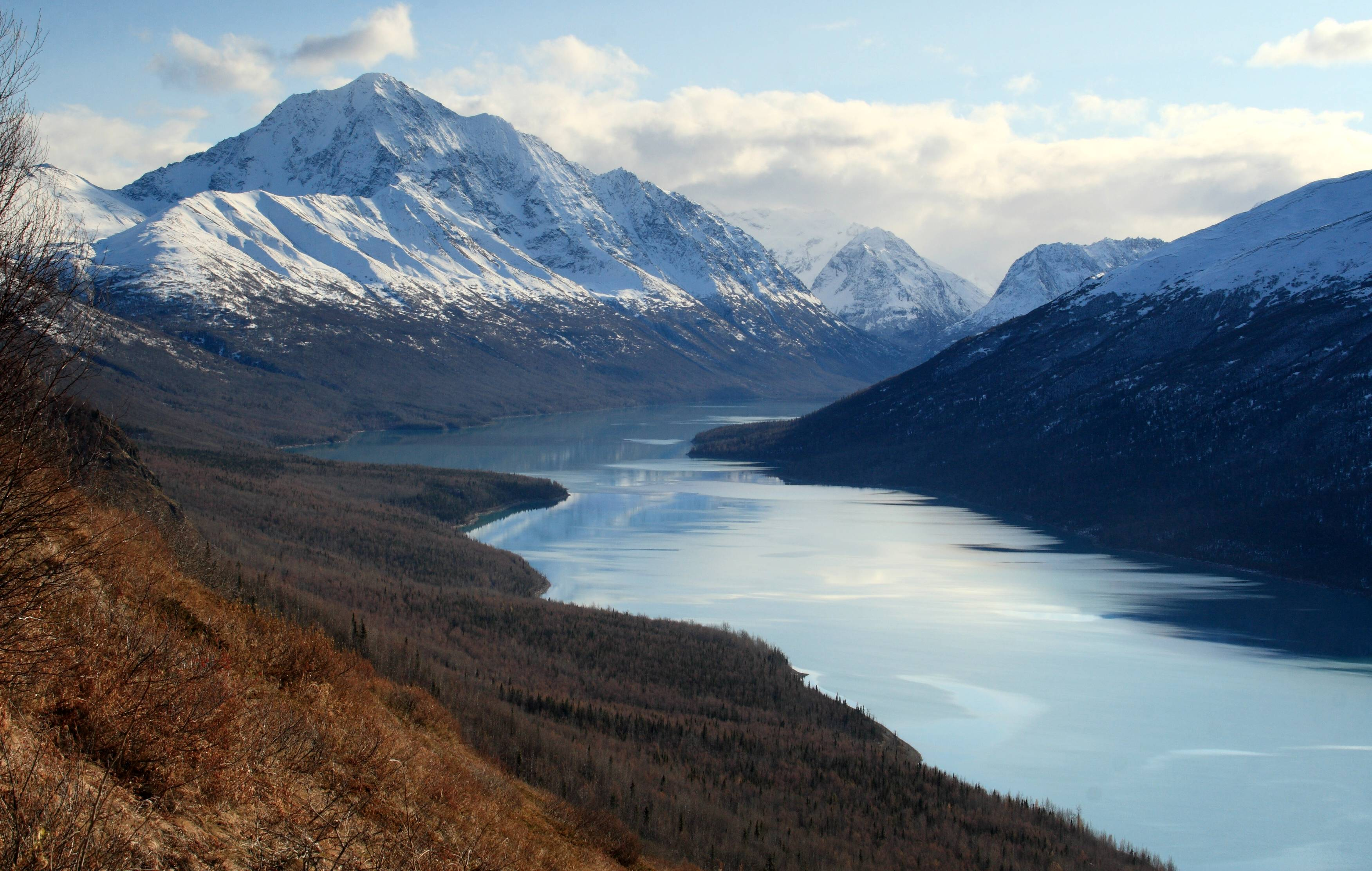
Eklutna Lake

### Alaska
- Lac Becharof
- Lake Clark (Alaska)
- Lac Iliamna
- Mother Goose Lake
- Naknek Lake
- Selawik Lake
- Teshekpuk Lake
- Lac Ugashik inférieur
- Lac Ugashik supérieur

### Arizona

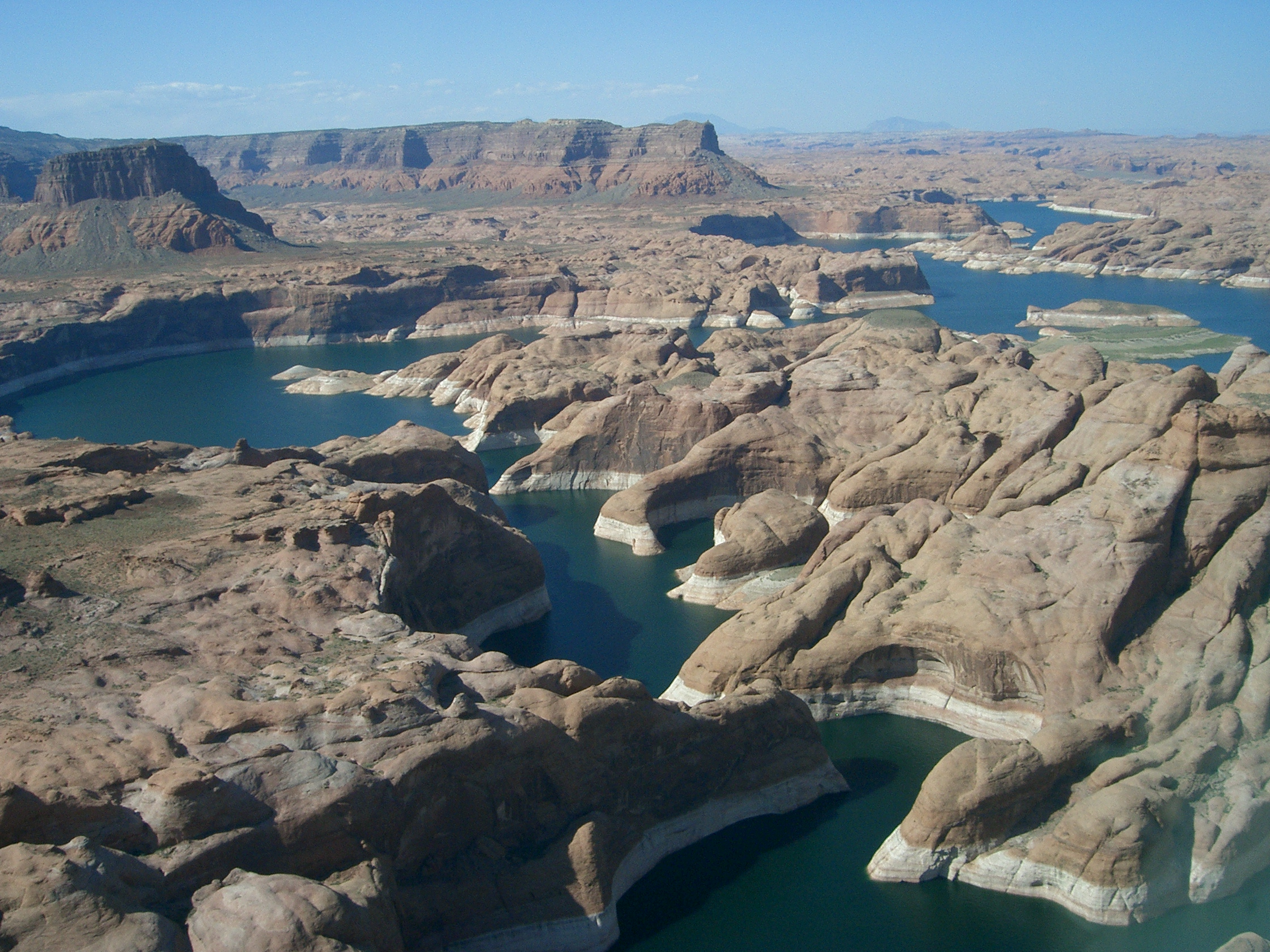
Lac Powell

- Lac Mead (s'étend aussi dans le Nevada).
- Lac Powell (s'étend aussi en Utah).
- San Carlos Lake
- Theodore Roosevelt Lake

### Arkansas
- Beaver Lake
- Bull Shoals Lake (s'étend aussi dans le Missouri).
- DeGray Lake
- Greers Ferry Lake
- Millwood Lake
- Nimrod Lake
- Norfork Lake (s'étend aussi dans le Missouri).
- Lake Ouachita
- Lake Greeson

### Californie
- Lac Almanor
- Lac Berryessa

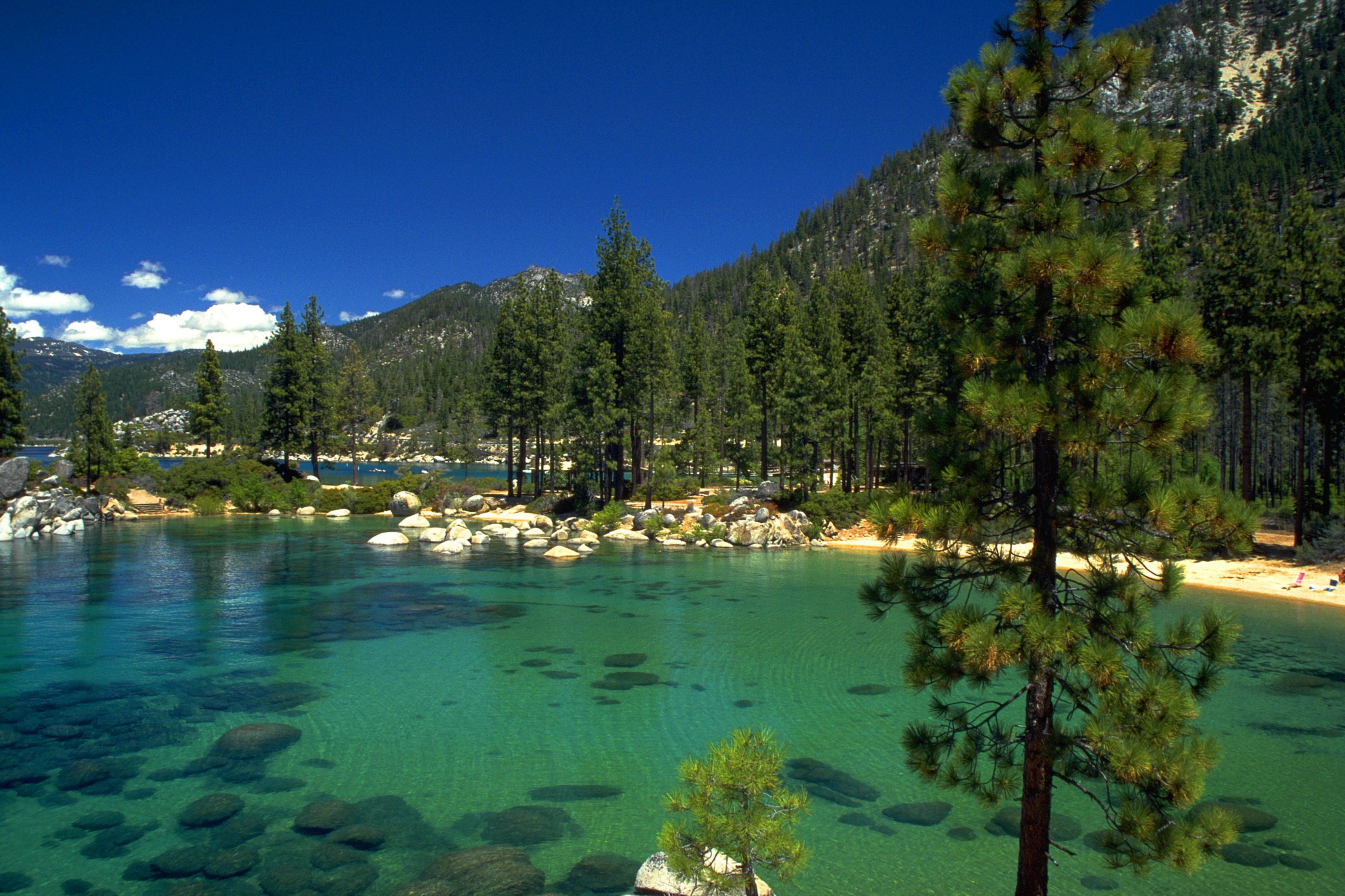
Lac Tahoe (Californie-Nevada)

- Lac Big Bear (comté de San Bernardino)
- Lac Big Bear (comté de Shasta)
- Clear Lake
- Lac Don Pedro
- Lac Donner
- Lac Eagle
- Lac Elizabeth
- Lac Goose (s'étend aussi dans l'Oregon).
- Lac Kaweah
- Lac Klamath inférieur
- Lac Merritt
- Lac Mono
- Lac Neall
- Lac New Melones
- Lac d'Oroville
- Lac Pillsbury
- Lac Reymann
- Salton Sea
- Lac Shasta
- Lake Tahoe (s'étend aussi dans le Nevada).
- Lac Tenaya
- Thousand Island Lake
- Lac Townsley
- Lac Trinity
- Lac Tule
- Lac Whiskeytown

### Caroline du Nord
- Lac Badin
- Blewett Falls Lake
- Lake Brandt
- Lake Cammack
- Lac Chatuge (s'étend aussi en Géorgie).
- Lac Falls

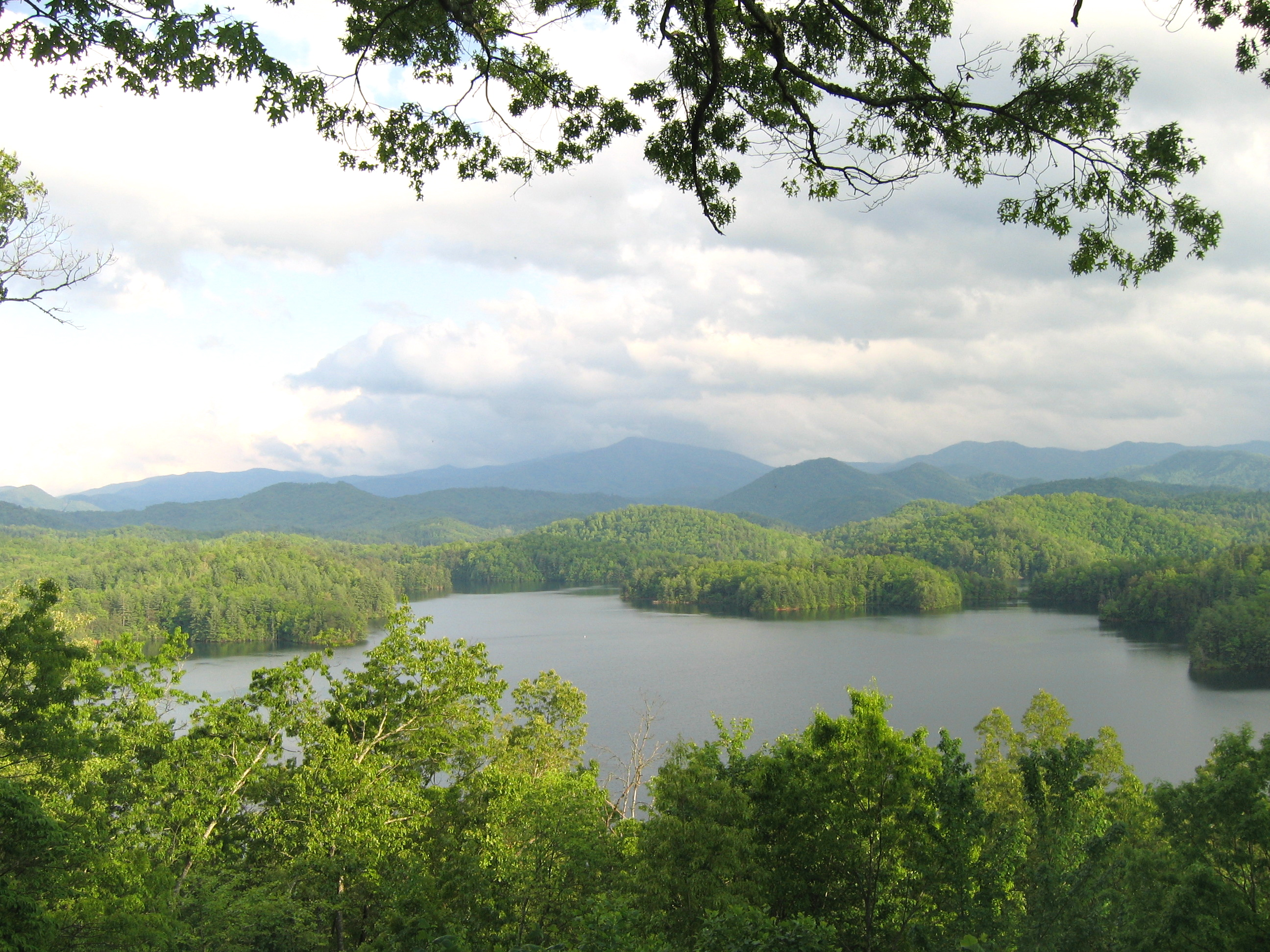
Lac Santeetlah

- Graham-Mebane Lake (anciennement Quaker Lake)
- Lac Gaston (s'étend aussi en Virginie).
- Lake Hickory
- High Rock Lake
- Lake Higgins
- Lac James
- Lac Jordan
- Lac Kerr (s'étend aussi en Virginie).
- Lake Lure
- Lake Mackintosh
- Mountain Island Lake
- Lake Norman
- Lac Price
- Randleman Lake
- Reidsville Lake
- Lac Santeetlah
- Lake Toxaway
- Lake Tillery
- Lake Townsend
- Tuckertown Lake
- W. Kerr Scott Lake

### Caroline du Sud
- Lake Greenwood
- Lac Hartwell (s'étend aussi en Géorgie).
- Lake Jocassee
- Lac Keowee
- Lac Marion
- Lac Moultrie
- Lake Murray
- Lake Russell (s'étend aussi en Géorgie).

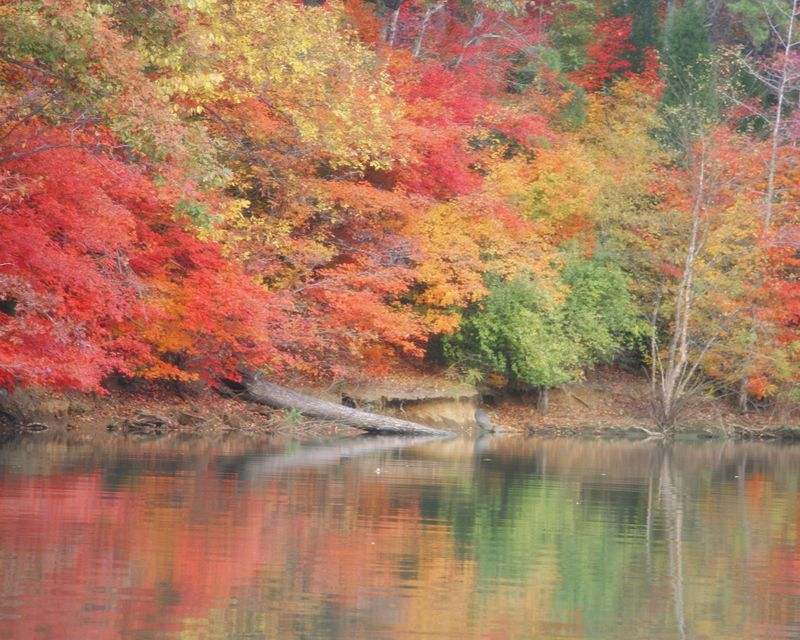
Lake Wylie

- Lake Thurmond (aussi appelé Clarks Hill. s'étend aussi en Géorgie).
- Lake Tugalo (s'étend aussi en Géorgie).
- Lake Wateree
- Lake Wylie

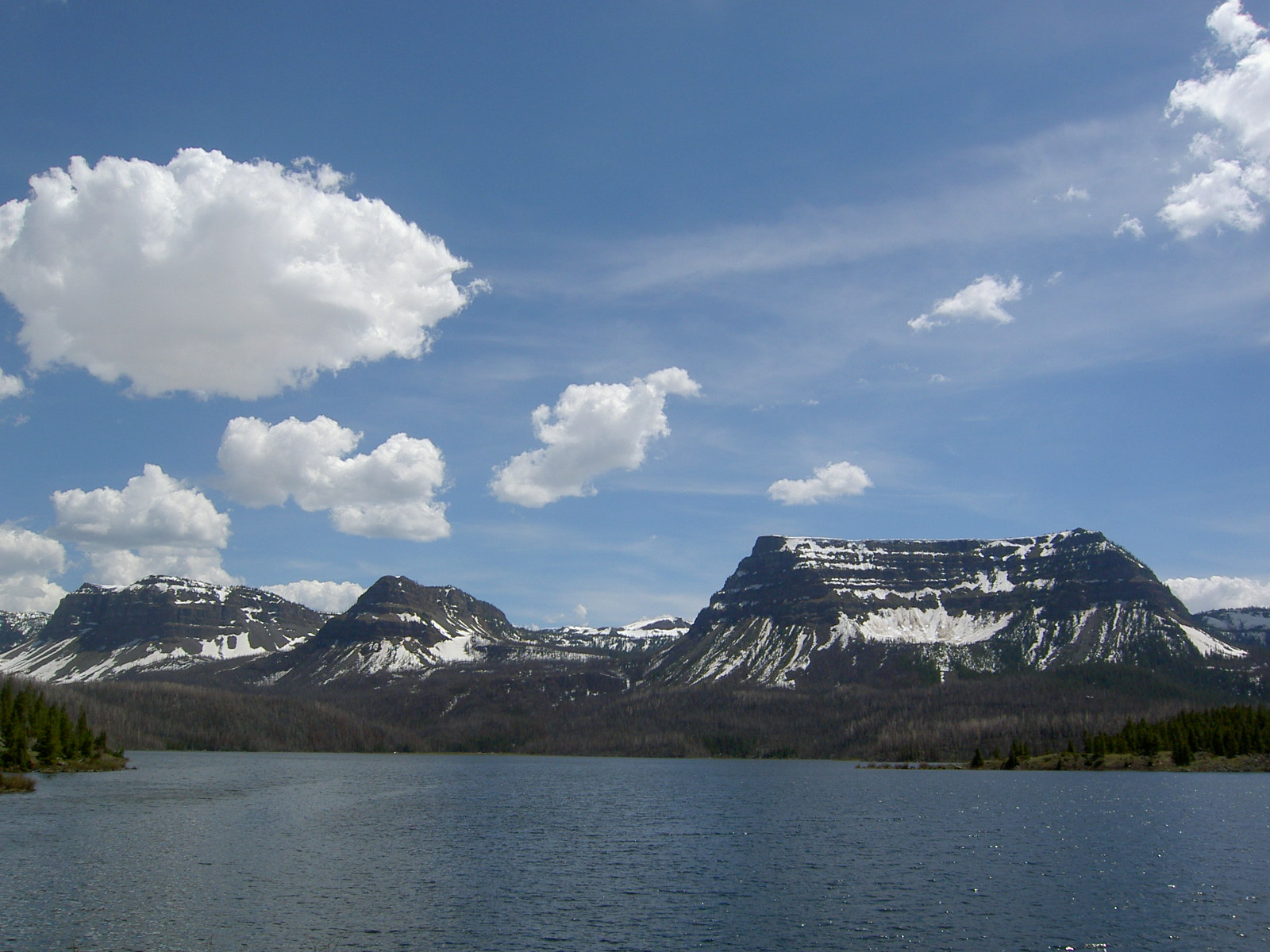
Trappers Lake

### Colorado
- Harker Park Lake
- Lake Granby
- Terry Lake
- Turquoise Lake
- Grand Lake
- Evergreen Lake
- Lake Agnes
- Pass Lake
- Gilpin Lake
- Shadow Mountain Lake
- Lake Estes
- Pearl Lake
- Sloan's Lake

### Connecticut

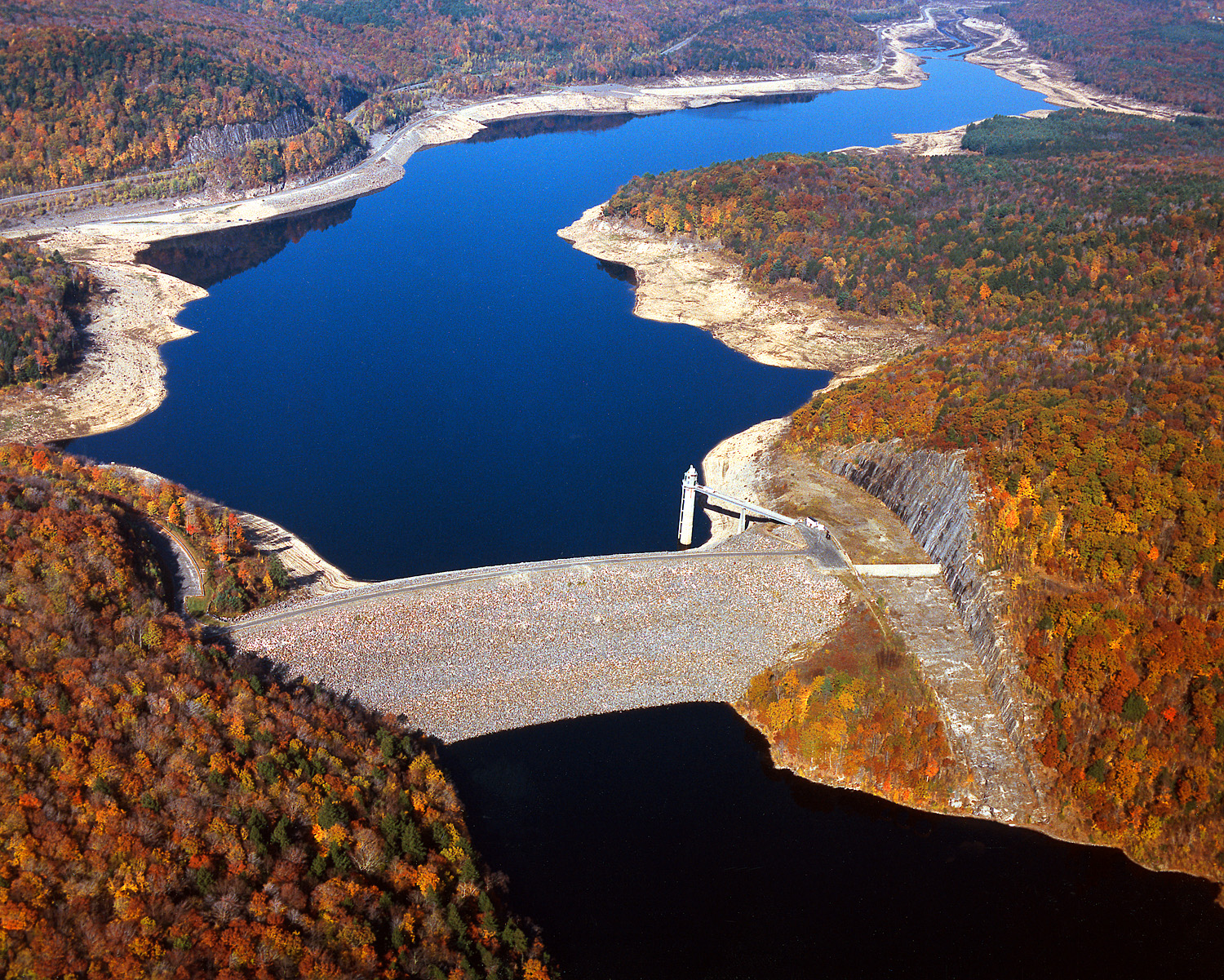
West Branch Reservoir

- Bantam Lake (Le plus grand lac naturel du Connecticut)
- Barkhamsted Reservoir
- Lake Beseck
- Bevin Pond
- Candlewood Lake (Le plus grand lac du Connecticut)
- Cedar Lake
- Lake Gaillard
- Lake Forest
- Lake Success
- Lake Pocotopaug
- Lake Terramuggus
- Lake Zoar
- Saugatuck Reservoir
- Squantz Pond
- Lake Saltonstall

### Dakota du Nord
- Alkali Lake
- Lake Arthur
- Lake Ashtabula
- Lake Darling
- Devil's Lake
- Harker Lake
- Horsehead Lake
- Long Lake
- Rush Lake
- Lake Sakakawea
- Stump Lake
- Sweetwater Lake
- Lake Tschida
- Upper Harker Lake

### Dakota du Sud

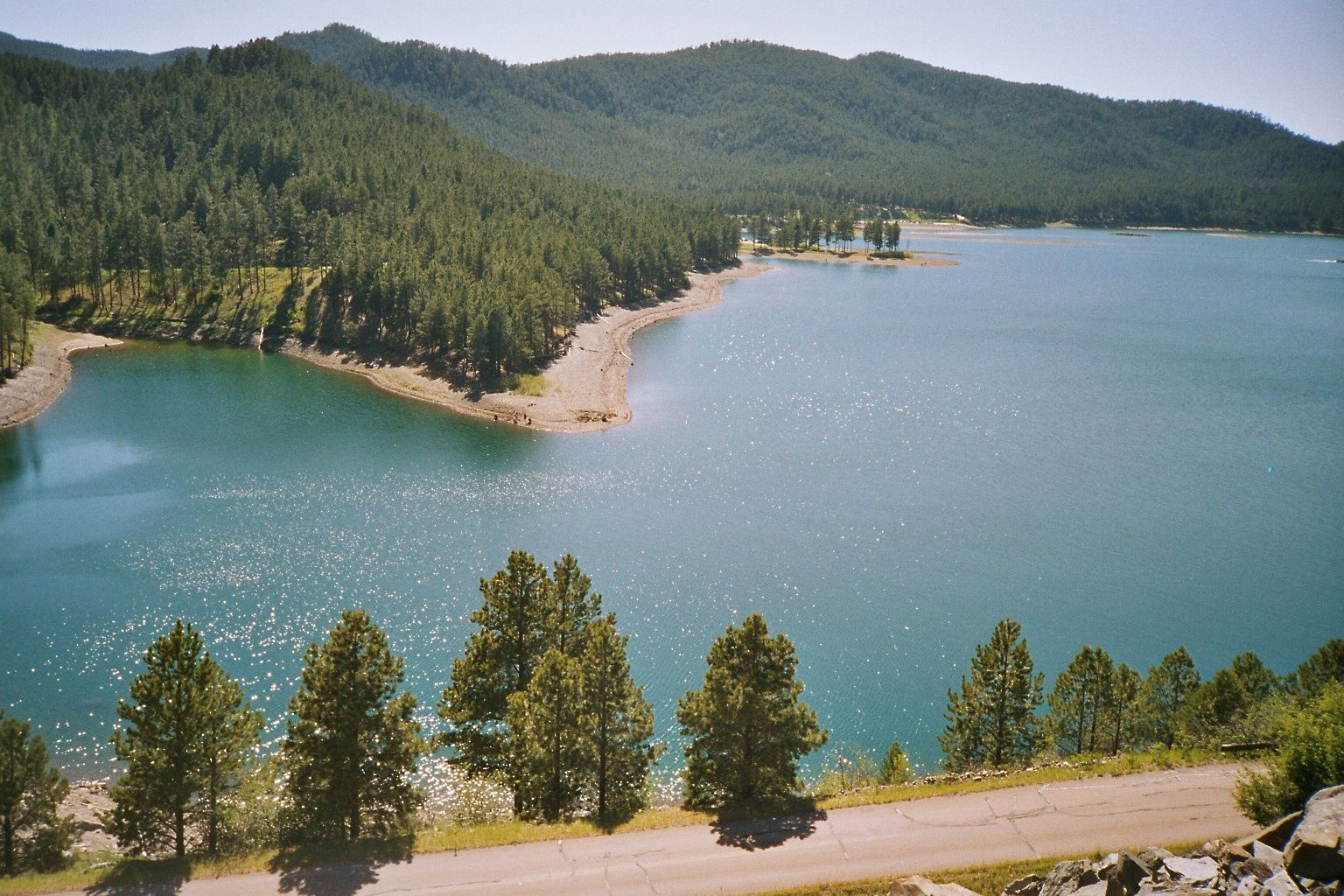
Lake Pactola

- Big Stone Lake (s'étend aussi dans le Minnesota).
- Lac de Lewis et Clark (s'étend aussi dans le Nebraska).
- Lake Traverse (s'étend aussi dans le Minnesota)
- Sylvan Lake
- Lac Oahe (s'étend aussi dans le Dakota du Nord)

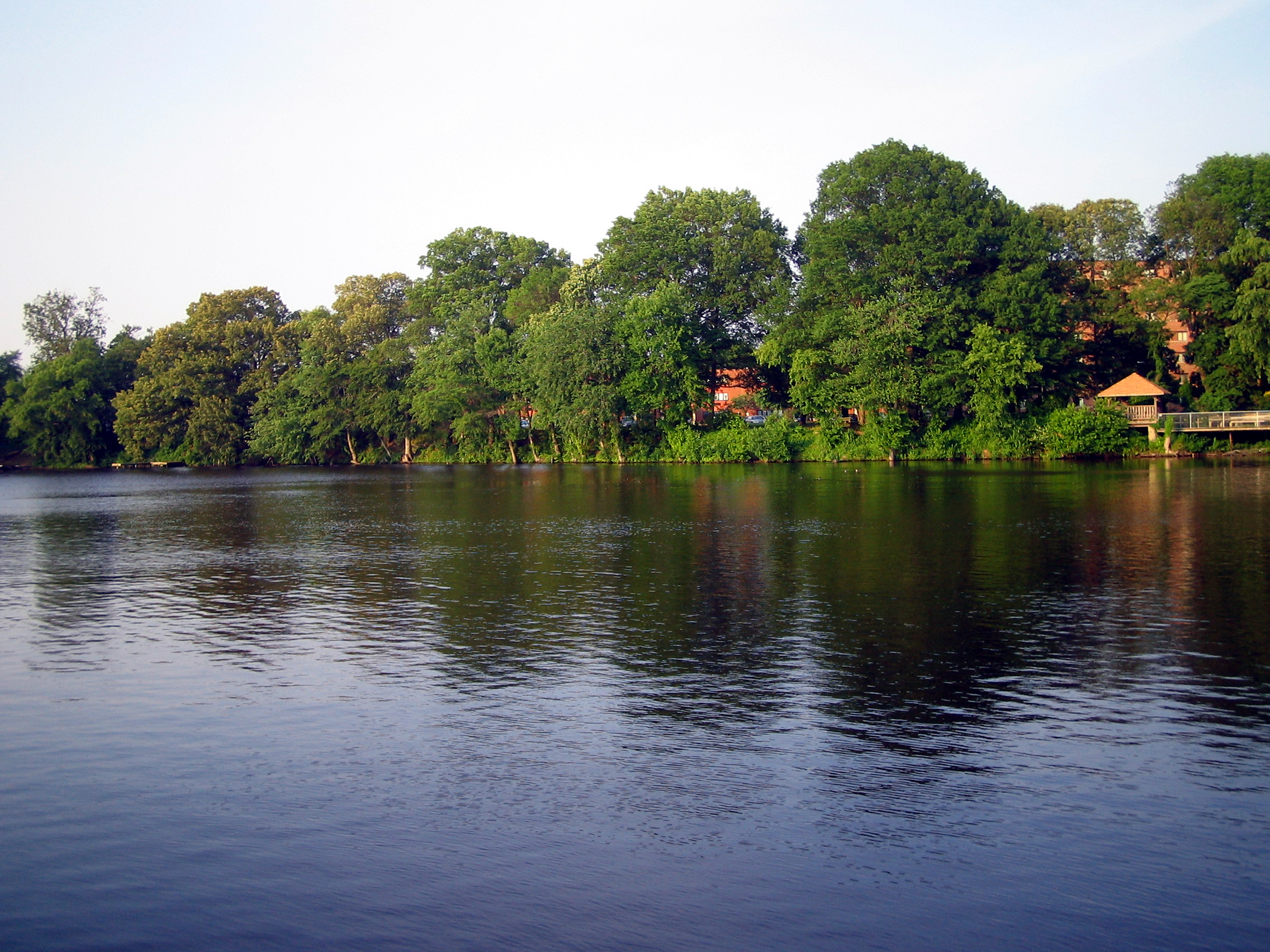
Silver Lake

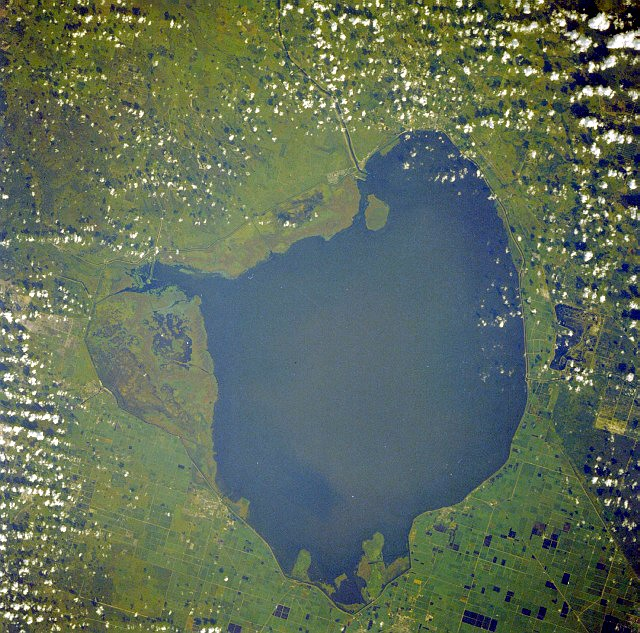
Lac Okeechobee

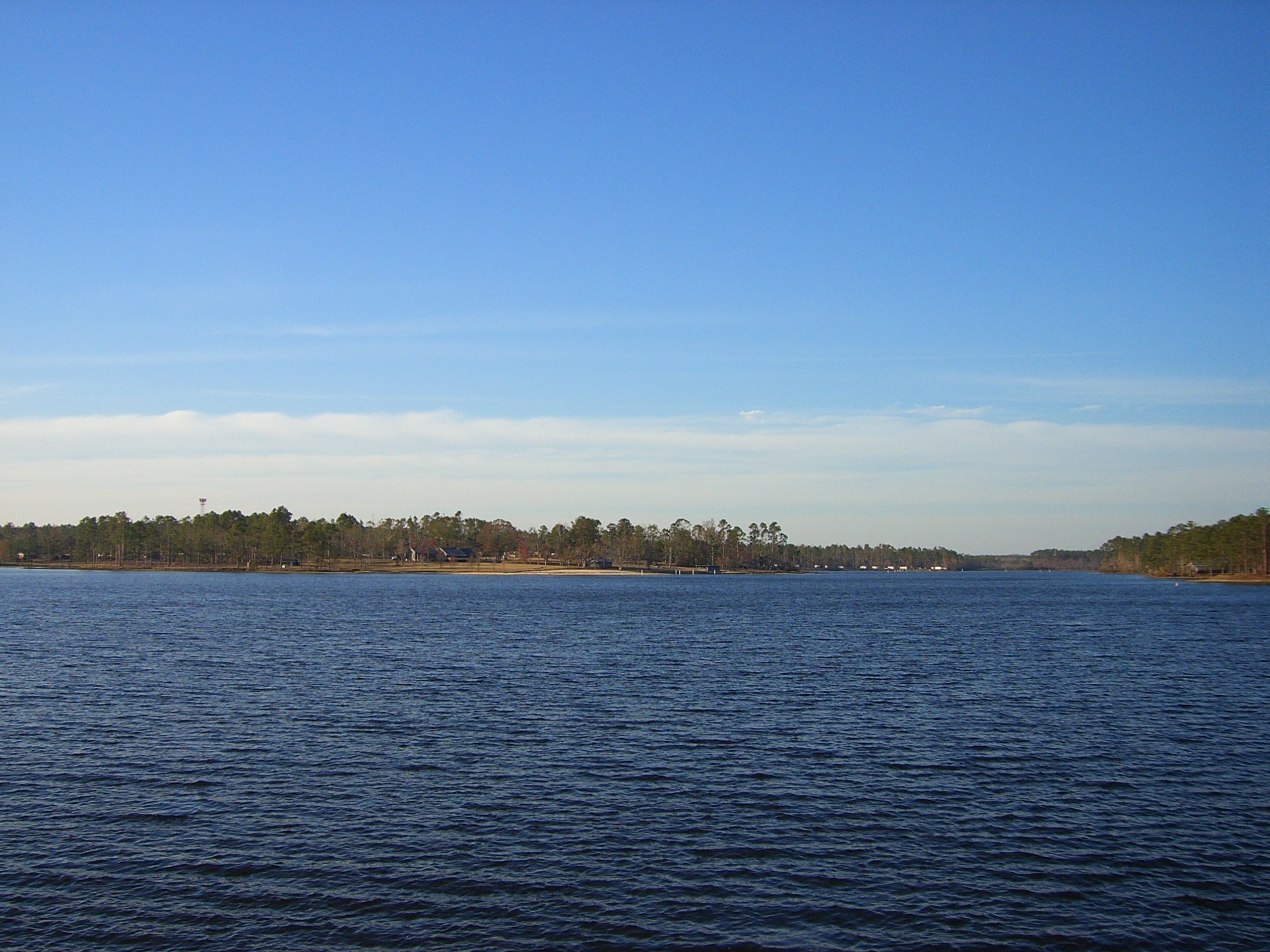

### Delaware
- Garrison’s Lake
- Griffith Lake
- Haven Lake
- Lums Pond
- Moore’s Lake
- Noxontown Lake
- Shearness Pool
- Silver Lake (en)

### Floride
- Crescent Lake
- Lac Apopka
- Lac George
- Lac Harney
- Lac Harris
- Lac Istokpoga
- Lac Kissimmee
- Lac Okeechobee
- Lac Poinsett
- Lac Rousseau
- Lac Séminole (s'étend aussi en Géorgie)
- Lac Tarpon
- Lac Tohopekaliga
- Lac Washington
- Lac Winder
- Sawgrass Lake

### Géorgie
- Lake Allatoona
- Blue Ridge Lake
- Lake Burton
- Carter's Lake

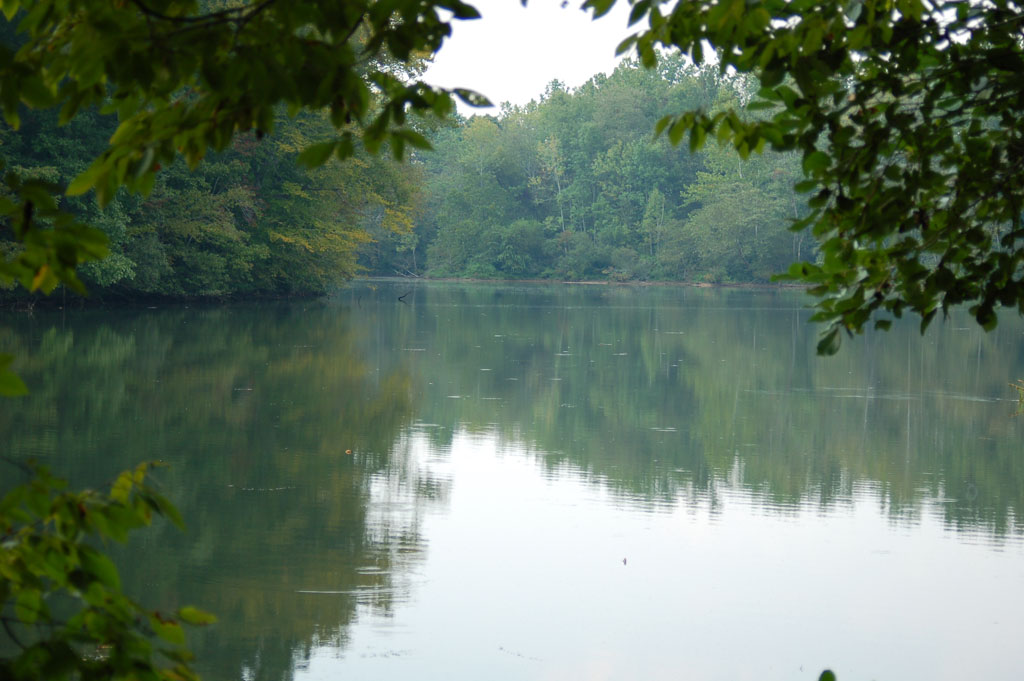
Bull Sluice Lake

- Lac Chatuge (s'étend aussi en Caroline du Nord).
- Walter F. George Lake (s'étend aussi en Alabama).
- Goat Rock Lake
- Lake Harding (s'étend aussi en Alabama).
- Lake Hartwell (s'étend aussi en Caroline du Sud).
- Lac Lanier
- Nottely Lake
- Lake Oconee
- Lake Oliver
- Lake Rabun
- Lac Séminole (s'étend aussi en Floride).
- Lake Sinclair
- Lake Tallulah Falls
- Lake Strom Thurmond (s'étend aussi en Caroline du Sud).
- Lake Tugalo (s'étend aussi en Caroline du Sud).
- West Point Lake (s'étend aussi en Alabama).

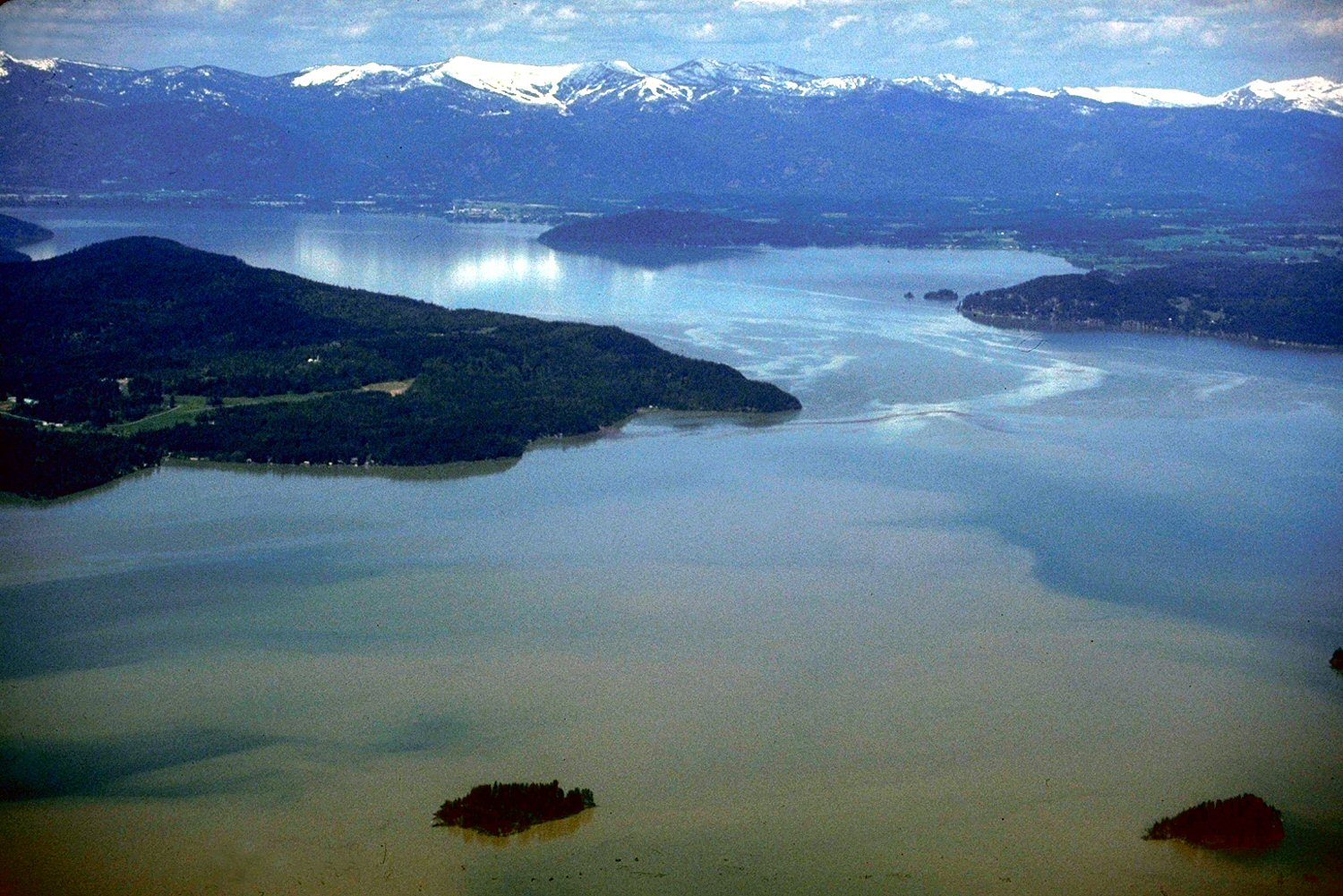
Lake Pend Oreille

### Hawaï
- Ka Loko Reservoir
- Lake Halulu

### Idaho
- Alturas Lake
- Baron Lake
- Bear Lake (s'étend aussi en Utah).
- Lake Cœur d'Alene
- Grays Lake
- Hauser Lake
- Lac Henrys
- Imogene Lake
- Jimmy Smith Lake
- Payette Lake
- Lac Pend Oreille
- Petite Lake
- Priest Lake
- Redfish Lake
- Sawtooth Lake
- Ship Island Lake
- Spangle Lake
- Stanley Lake
- Toxaway Lake
- Williams Lake
- Yellow Belly Lake

### Illinois
- Apple Canyon Lake
- Lake Calumet
- Carlyle Lake
- Cedar Lake
- Clinton Lake
- Devils Kitchen Lake
- Grays Lake
- Horseshoe Lake
- Kinkaid Lake
- Lake Egypt

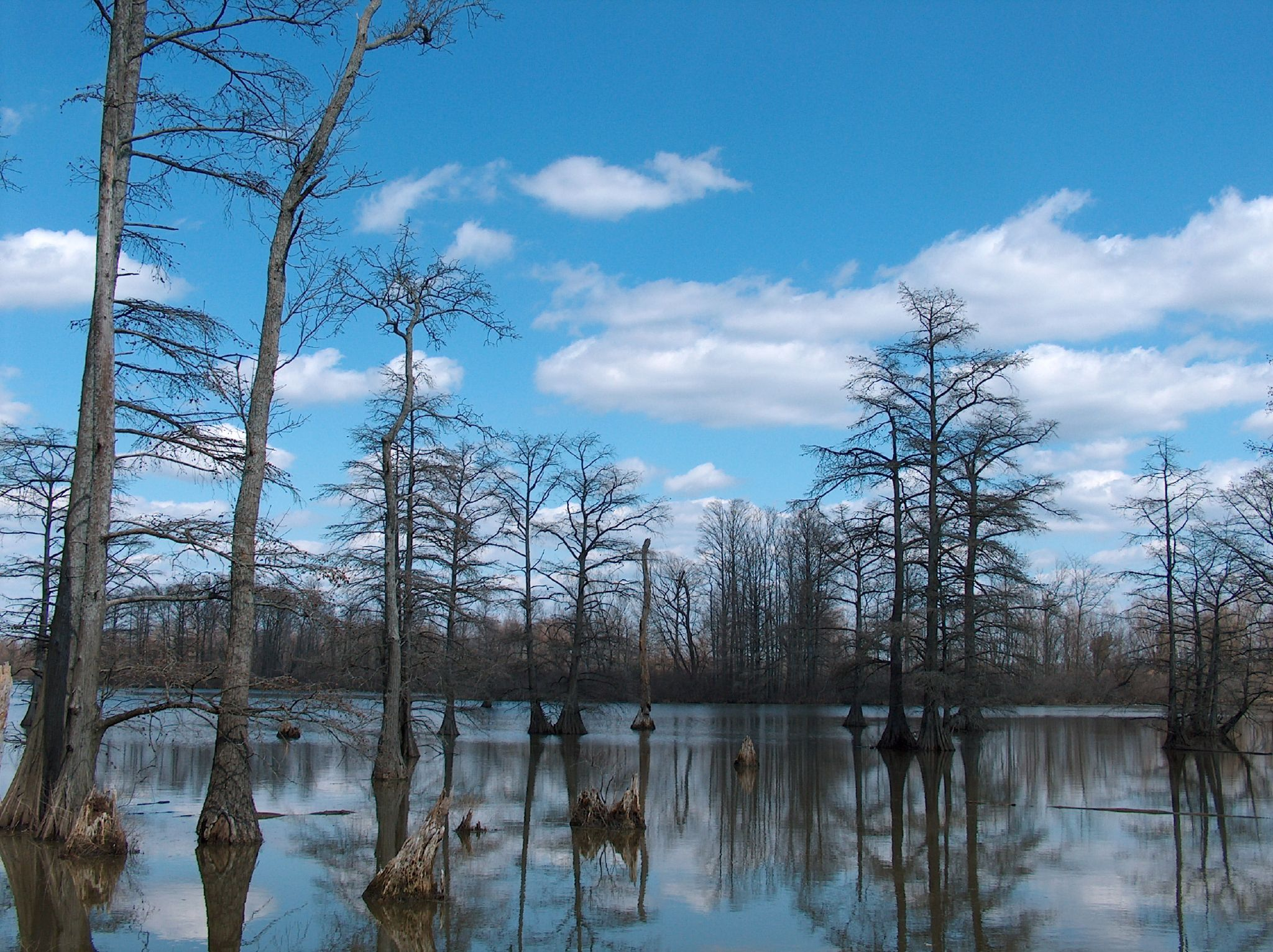
Horseshoe Lake

- Lac Michigan (s'étend aussi dans l'Indiana, le Michigan et le Wisconsin.)
- Rend Lake

### Indiana
- Lake Greenwood (Indiana)
- Lac Michigan (s'étend aussi dans l'Illinois, le Michigan et le Wisconsin.)
- Monroe Reservoir
- Patoka Lake
- Eagle Creek Reservoir

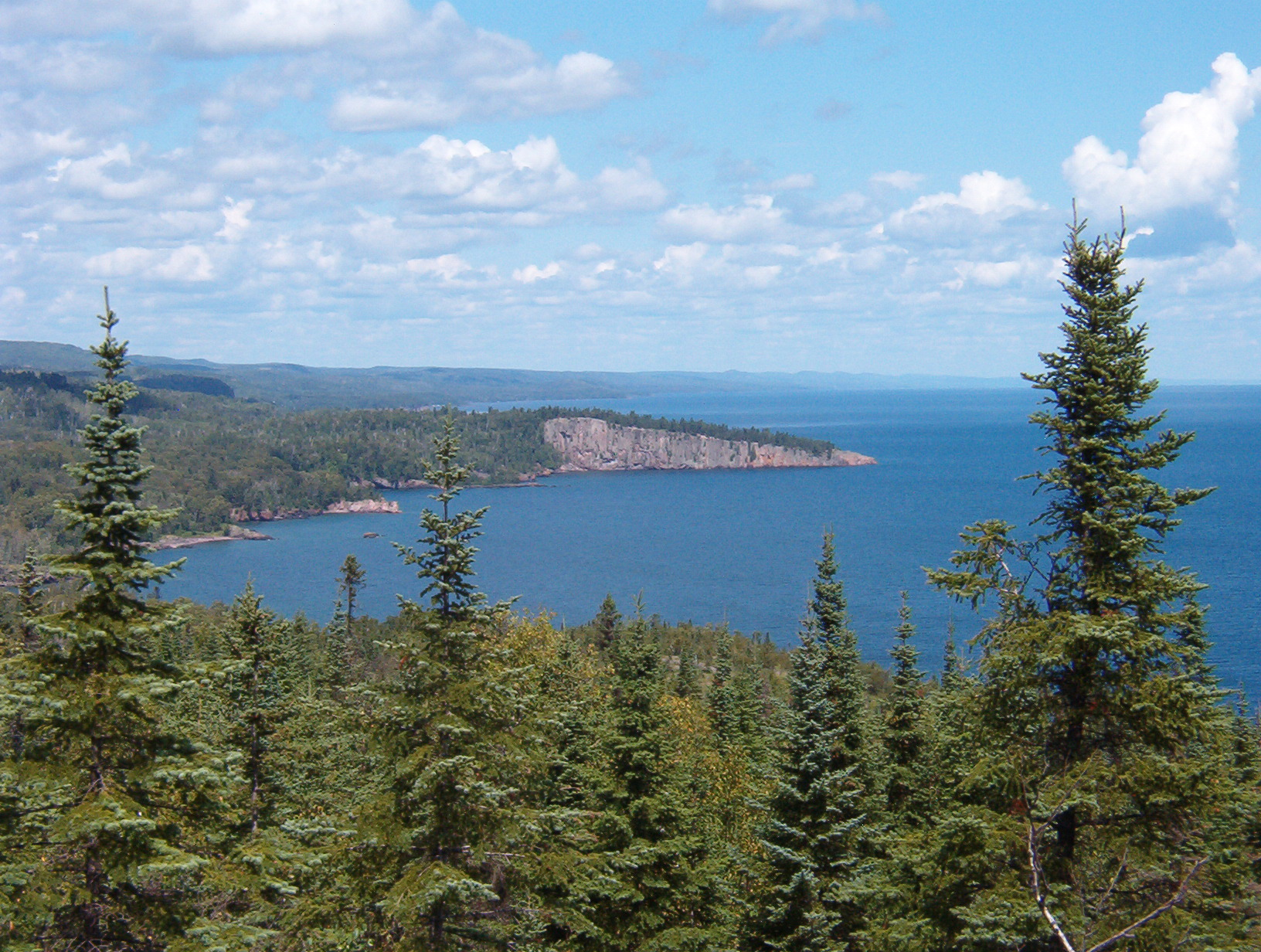
Lac Supérieur

- Lake George (s'étend aussi dans le Michigan.)
- Big Long Lake, comté de Lagrange

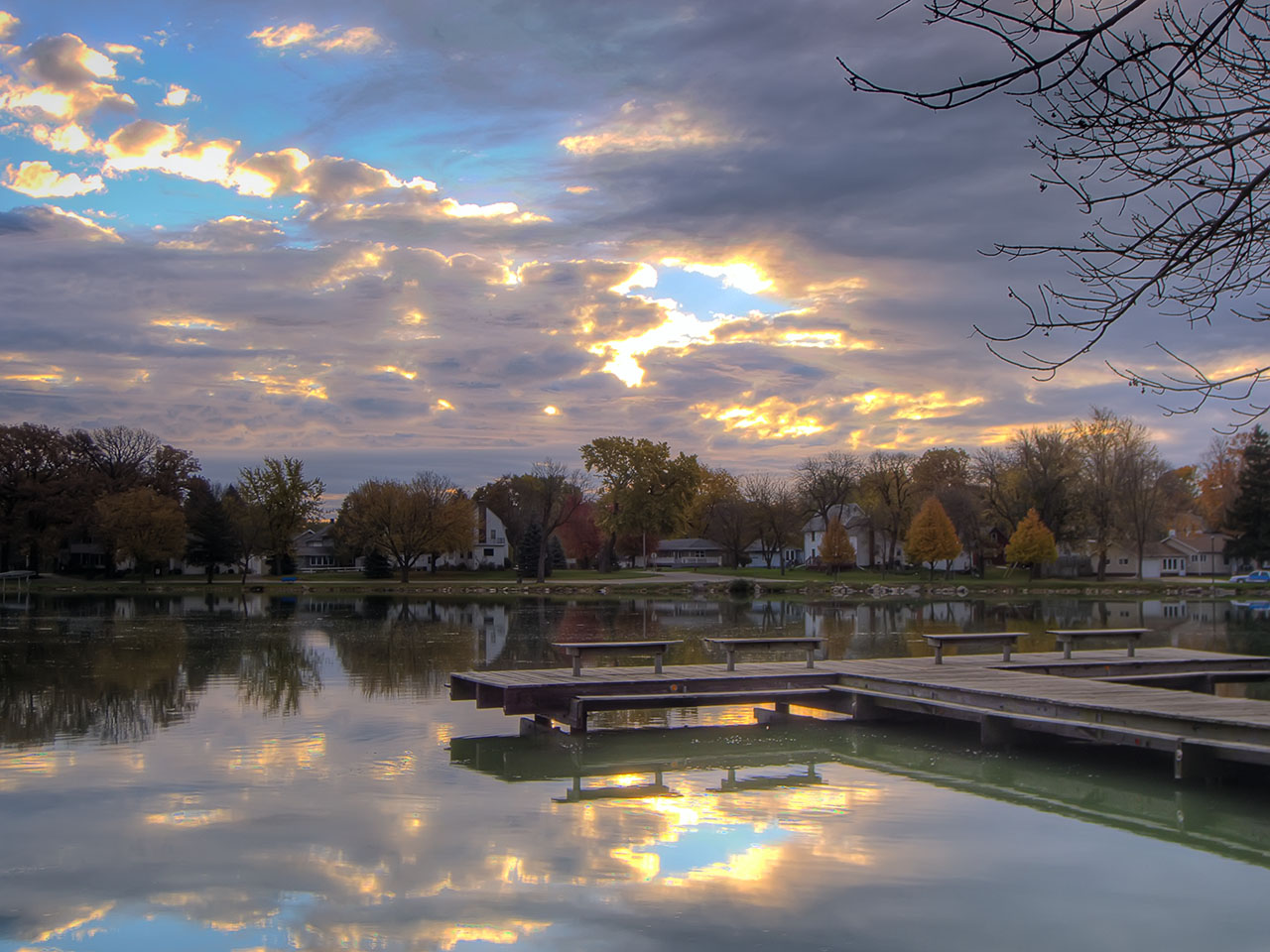

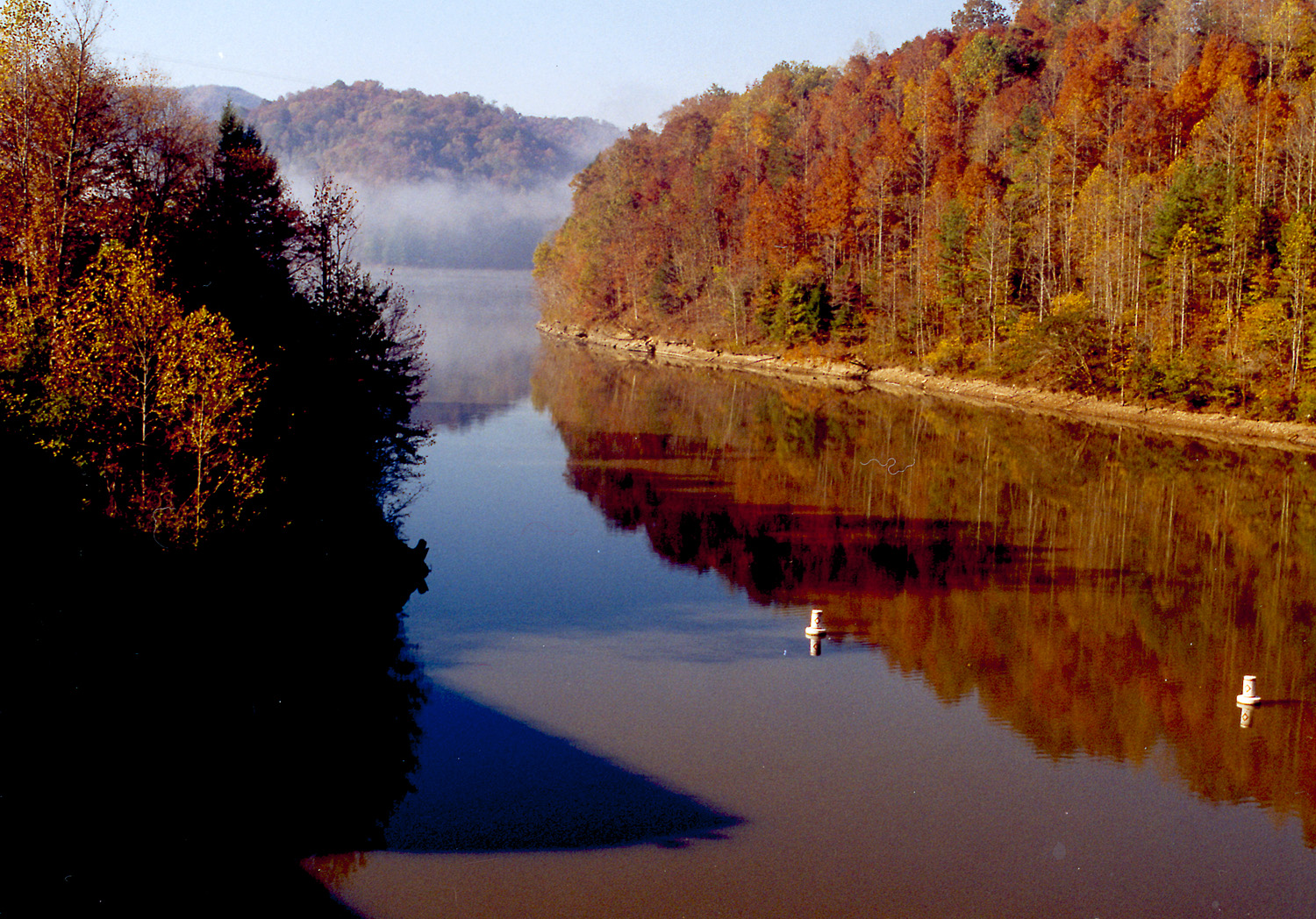
Martins Fork Lake (Kentucky)

### Iowa
- Clear Lake
- East Okoboji Lake
- Lac Spirit
- Storm Lake
- West Okoboji Lake
- Lake Rathbun (artificiel)
- Saylorville Lake
- Spring Lake
- Lake Red Rock
- Black Hawk Lake
- Swan Lake
- Greenfield Lake
- Pound Pits
- Little Spirit
- Diamond Lake
- Silver Lake
- Marble Lake

### Kansas
- Clinton Lake
- Fall River Lake
- Marion County Lake
- Marion Reservoir
- Milford Lake
- Perry Lake
- Tuttle Creek Lake
- Waconda Lake
- Wilson Lake

### Louisiane
- Bayou D'Arbonne Lake
- Lake Bistineau

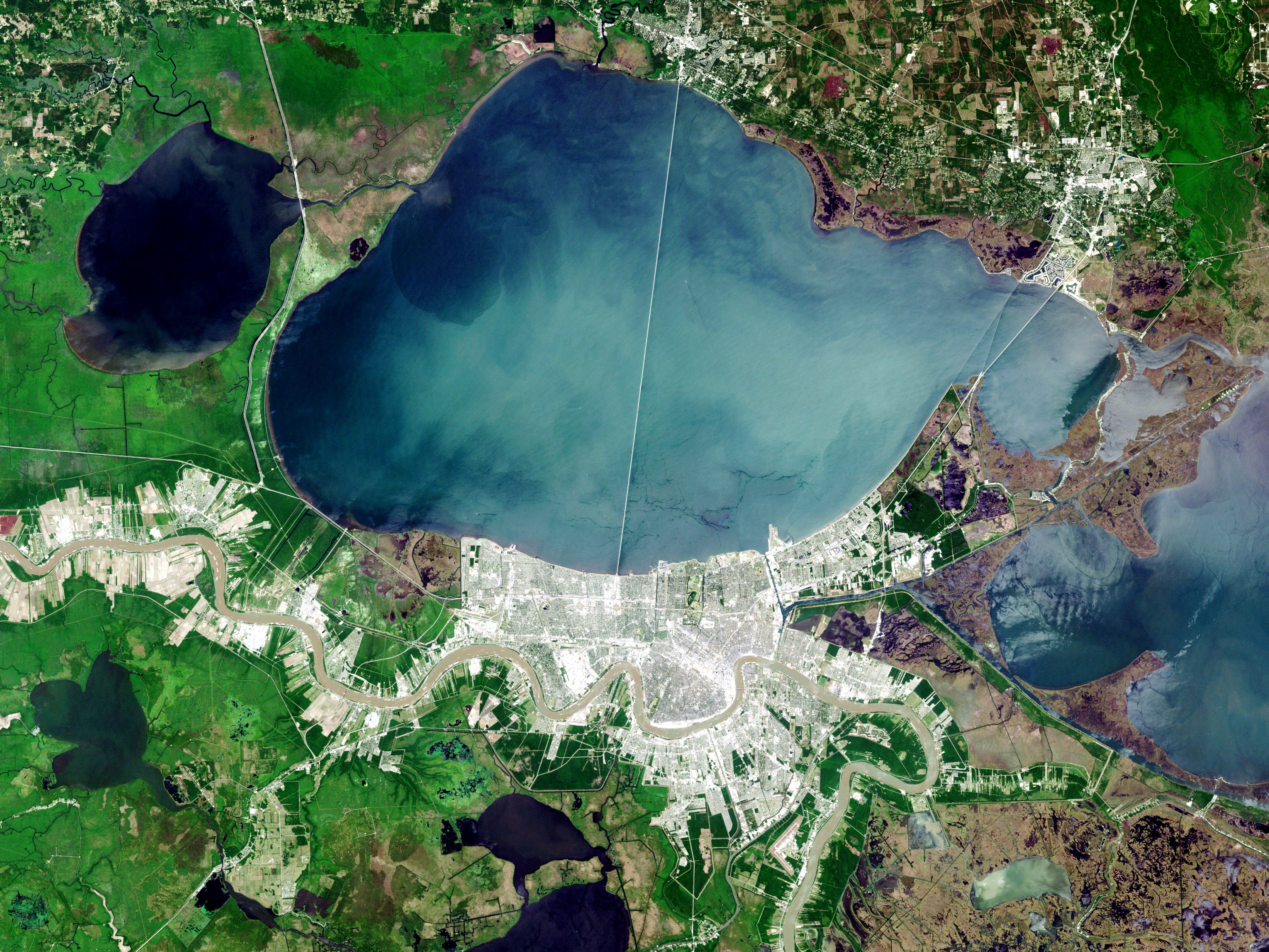
Lake Maurepas

- Lac Caddo (s'étend aussi dans le Texas).
- Calcasieu Lake
- Catahoula Lake
- Lake Claiborne
- Clear Lake
- Cocodrie Lake
- Cross Lake
- Cypress Lake
- Lac des Allemands
- Grand Lake
- False River
- Lac Maurepas
- Old River
- Lac Peigneur
- Lac Pontchartrain
- Sabine Lake (s'étend aussi dans le Texas).
- Saline Lake
- Lake Salvador
- Six Mile Lake
- Lake Verret
- White Lake

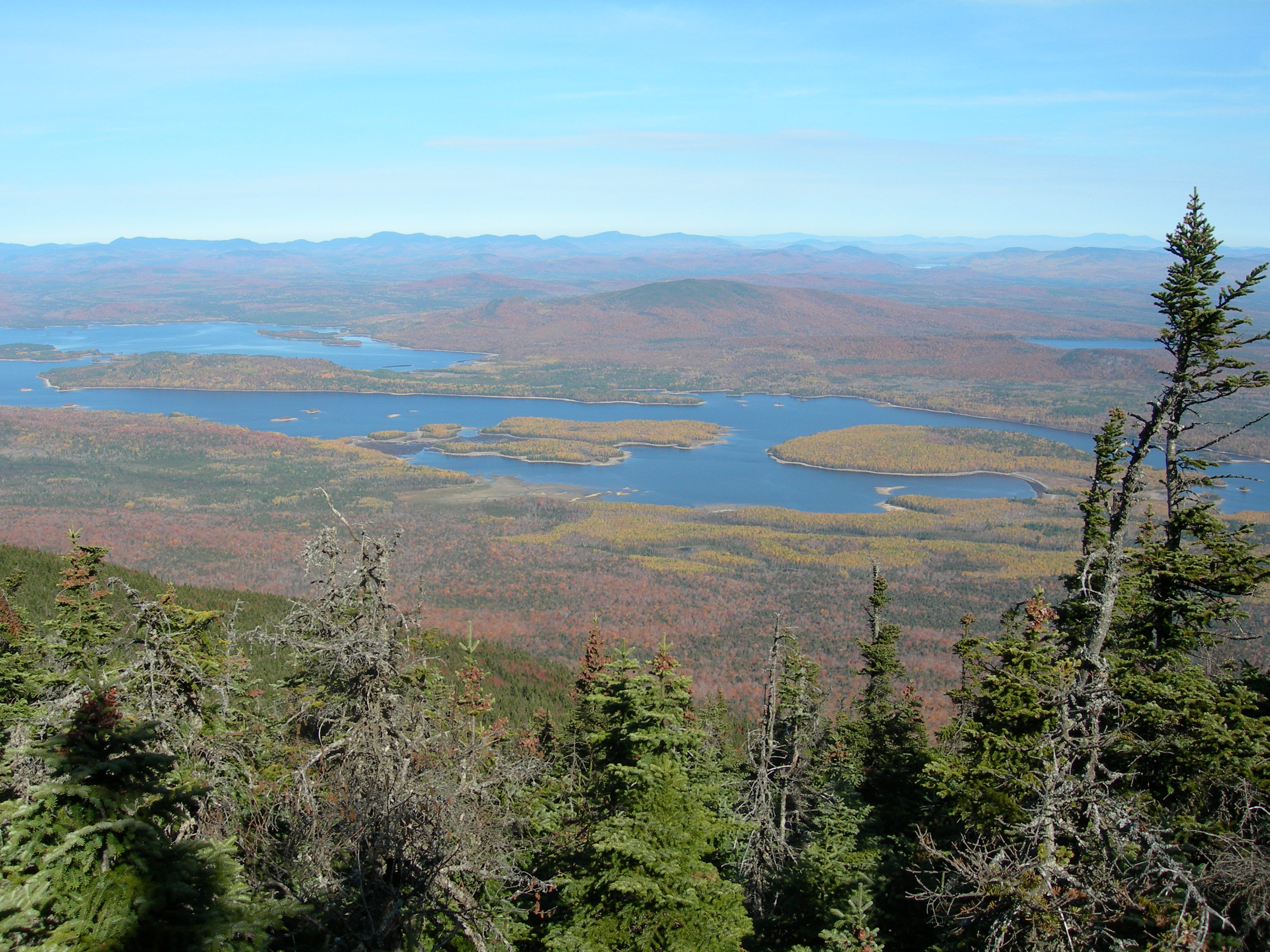
Flagstaff Lake

### Maine
- Brandy Pond
- Chiputneticook Lakes
- East Grand Lake
- Flagstaff Lake
- Great East Lake
- Great Pond
- Jordan Pond
- Keoka Lake
- Mooselookmeguntic Lake
- Rangeley Lake
- Lac Sebago
- South Twin Lake, Maine
- China Lake
- Moosehead Lake

### Maryland
- Deep Creek Lake
- Conowingo Reservoir
- Lake Habeeb (Rocky Gap Lake)
- Liberty Reservoir
- Loch Raven Reservoir
- Prettyboy Reservoir

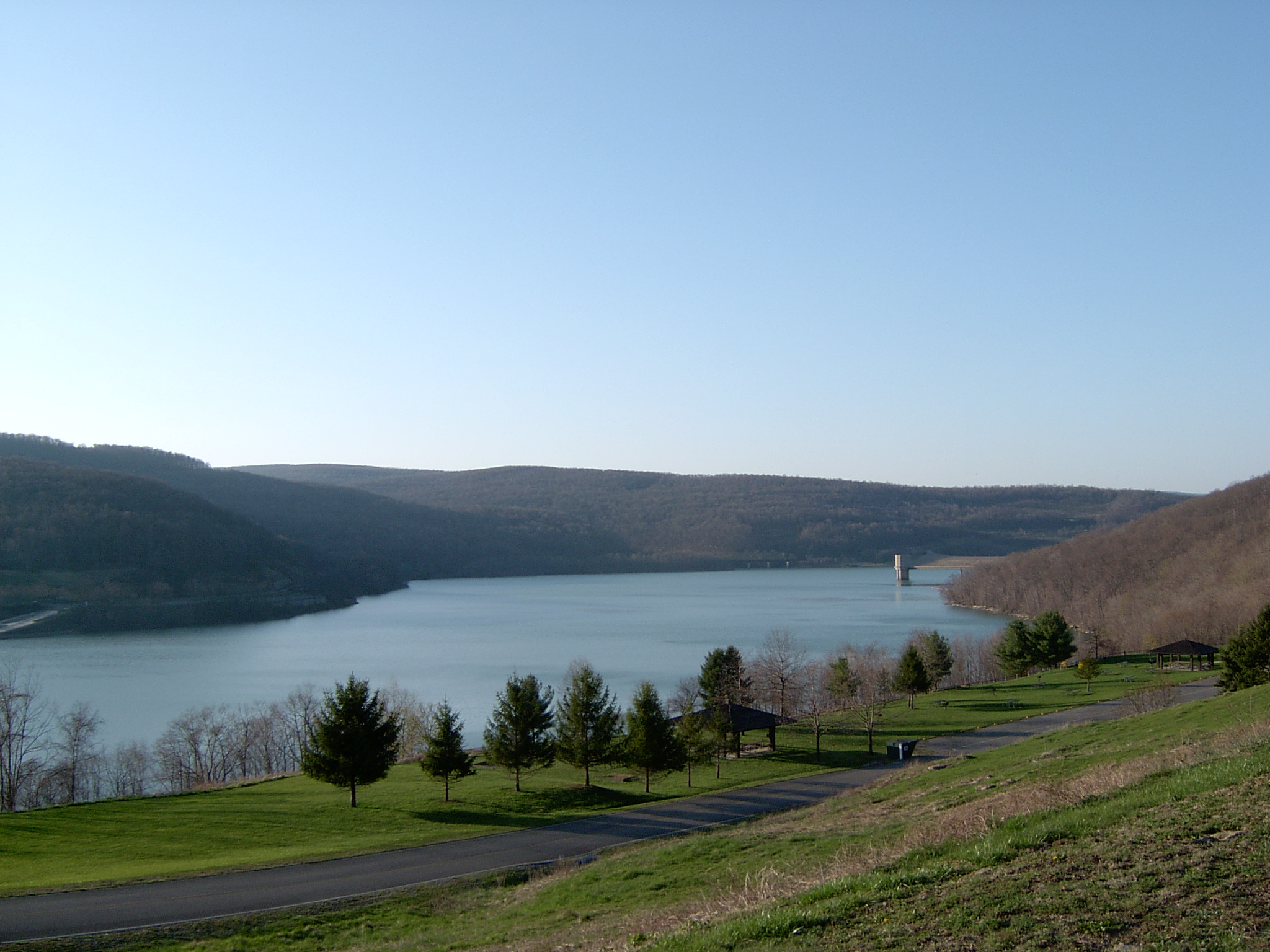
Jennings Randolph Lake

- Youghiogheny River Lake (s'étend aussi en Pennsylvanie).

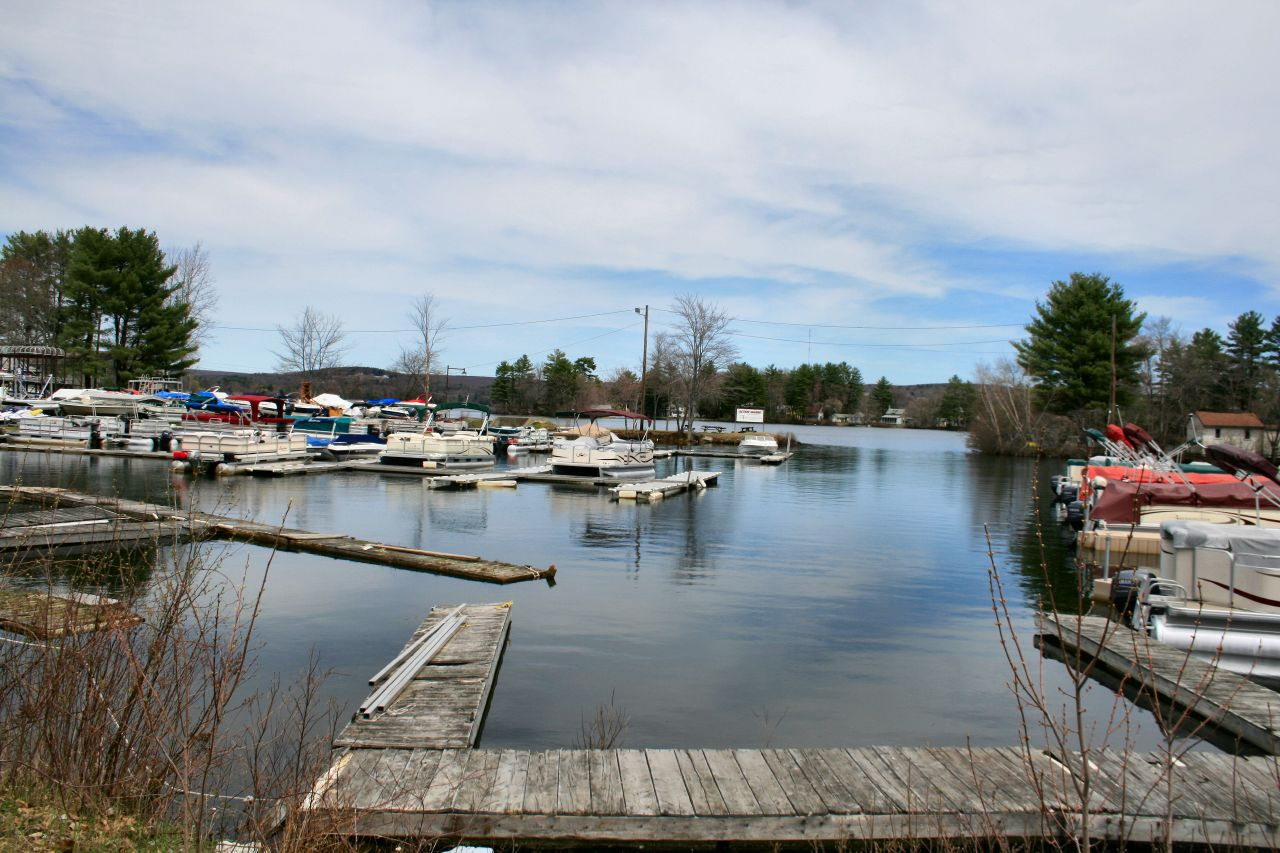
Lake Chaubunagungamaugg.

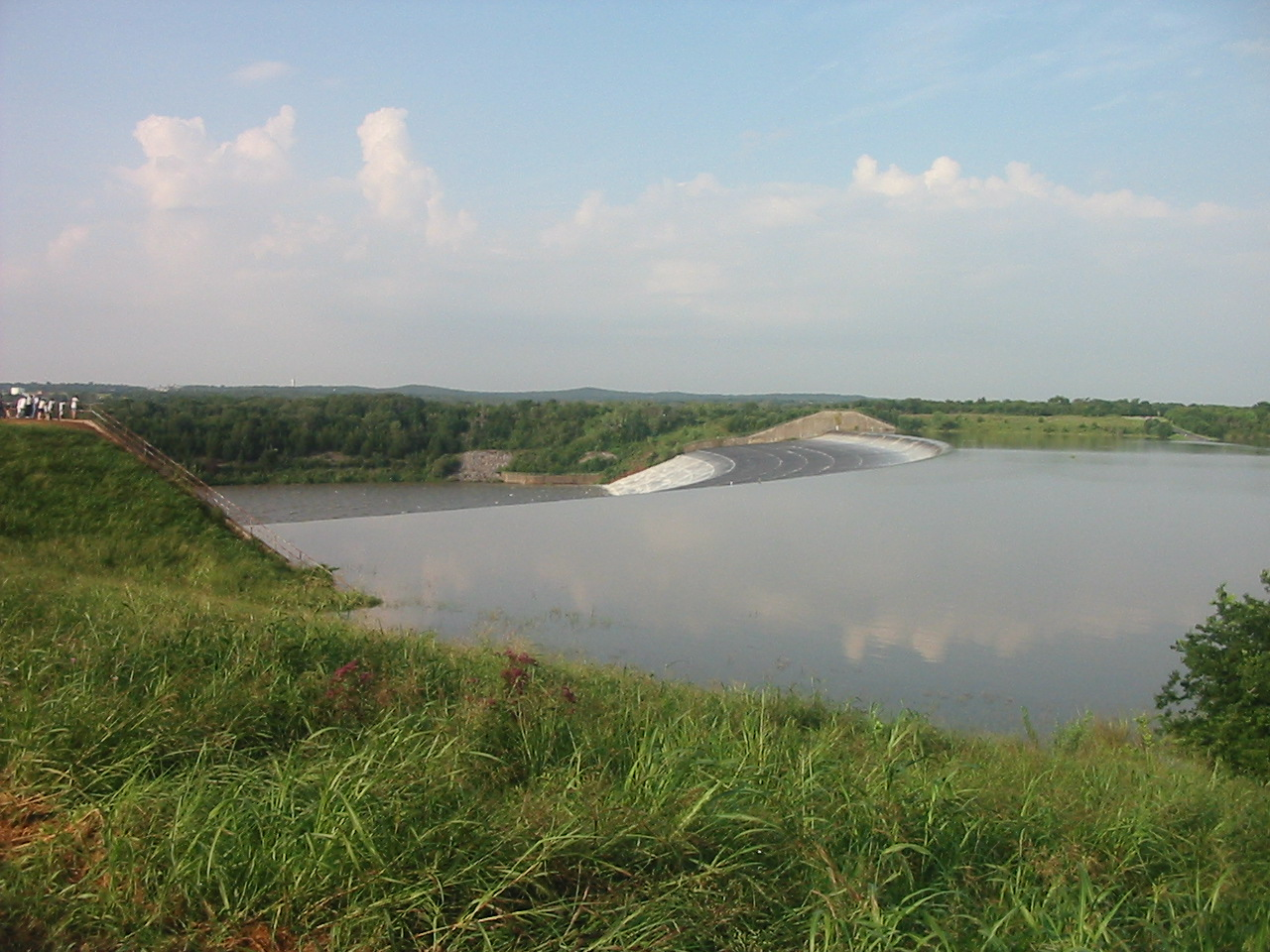
Lake Texoma

### Massachusetts
- Quabbin Reservoir
- Lake Quannapowitt
- Lake Quinsigamond
- Lake Rico
- Lake Sabbatia
- Wachusett Reservoir

### Michigan

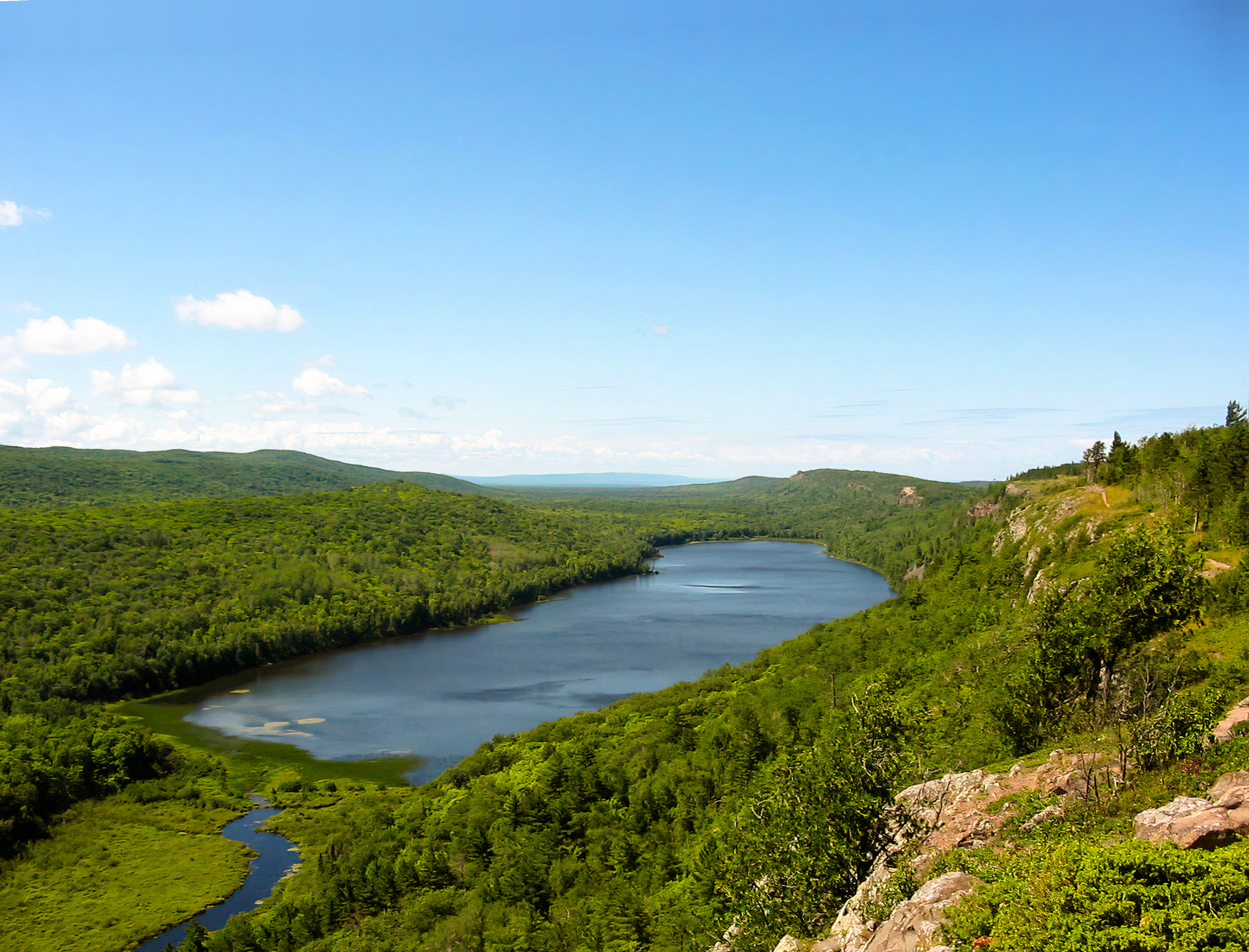
Lake Of The Clouds.

- Grands lacs et autres lacs non-intérieurs
  - Lac Érié (s'étend aussi dans l'Ohio, la Pennsylvanie, l'État de New York et l'Ontario)
  - Lac Huron (s'étend aussi dans l'Ontario)
  - Lac Michigan (s'étend aussi dans l'Illinois, l'Indiana et le Wisconsin)
  - Lac Sainte-Claire (s'étend aussi dans l'Ontario)
  - Lac Supérieur (s'étend aussi dans le Wisconsin, le Minnesota et l'Ontario)
- Lacs intérieurs
  - Lake 13
  - Alcona Dam Pond (artificiel)
  - Austin Lake
  - Bear Lake
  - Lake Bellaire
  - Lake Bella Vista
  - Belleville Lake (artificiel)
  - Betsy Lake
  - Big Lake
  - Black Lake
  - Brevoort Lake
  - Budd Lake
  - Burgess Lake
  - Burt Lake
  - Lake Cadillac
  - Cass Lake
  - Cedar Lake
  - Lake Charlevoix
  - Chicagon Lake
  - Clark Lake
  - Clear Lake
  - Lake of the Clouds
  - Coldwater Lake
  - Lake Columbia (artificiel)
  - Cooke Dam Pond
  - Lake Crapo
  - Crooked Lake
  - Croton Dam Pond (artificiel)
  - Crystal Lake
  - Deer Island Lake
  - Lake Desor
  - Devil’s Lake
  - Diamond Lake
  - Douglas Lake
  - Duck Lake
  - Elk Lake
  - Fletcher Pond (artificiel)
  - Fonda Lake
  - Foote Dam Pond (artificiel)
  - Ford Lake (artificiel)
  - Big Glen Lake
  - Little Glen Lake
  - Lake Gogebic
  - Goguac Lake
  - Grand Lake
  - Lake Gratiot
  - Gravel Lake
  - Green Lake
  - Greenwood Reservoir (artificiel)
  - Gull Lake
  - Gun Lake
  - Guthree Lake
  - Hamlin Lake
  - Hardy Dam Pond
  - Heart Lake
  - Hess Lake
  - Higgins Lake
  - Hodenpyl Dam Pond
  - Holloway Reservoir (artificiel)
  - Houghton Lake (le plus grand lac du Michigan)
  - Horsehead lake
  - Hubbard Lake
  - Hugaboom Lake
  - Lake Independence
  - Indian Lake
  - Intermediate Lake
  - Kent Lake
  - Lac La Belle
  - Lamberton Lake
  - Lake Lansing
  - North Lake Leelaunau
  - South Lake Leelaunau
  - Long Lake
  - Loon Lake
  - Lake Macatawa
  - Mandon Lake
  - Manistique Lake
  - North Manistique Lake
  - South Manistique Lake
  - Lake Margrethe
  - Martiny Lake
  - McDonald Lake
  - Milakokia Lake
  - Millecoquins Lake
  - Lake Michigamme
  - Michigamme Reservoir (artificiel)
  - Lake Missaukee
  - Lake Mitchell
  - Mona Lake
  - Morrow Lake  (artificiel)
  - Moss Lake
  - Mott Lake
  - Mud Lake (lacs multiples)
  - Mullett Lake
  - Murray Lake
  - Muskegon Lake
  - Orchard Lake
  - Lake Orion
  - Otsego Lake
  - Otter Lake
  - Lake Ovid (artificiel)
  - Lake Paradise
  - Peavy Pond (artificiel)
  - Perch Lake
  - Pickerel Lake
  - Platte Lake
  - Portage Lake
  - Reeds Lake
  - Rennie Lake
  - Round Lake
  - Lake St. Helen
  - Sanford Lake (artificiel)
  - Silver Lake
  - Siskiwit Lake
  - Lake Skegemog
  - Spring Lake
  - Starvation Lake
  - Tawas Lake
  - Thousand Island Lake
  - Thumb Lake
  - Tippy Dam Pond (artificiel)
  - Torch Lake
  - Townline Lake
  - West Twin Lake
  - Van Etten Lake
  - Lac Vieux Désert (s'étend aussi dans le Wisconsin)
  - Walloon Lake
  - White Lake
  - Whitmore Lake
  - Wixom Lake (artificiel)
  - Lake Winyah

### Minnesota
- Grands lacs
  - Lac Supérieur (s'étend aussi dans le Michigan, le Wisconsin et l'Ontario)
- Lacs intérieurs
  - Lac Bemidji
  - Big Stone Lake (s'étend aussi dans le Dakota du Sud)
  - Lac Cass
  - Lake Como
  - Cotton Lake
  - Lake George
  - Lake Hubert
  - Lac Itasca
  - Lac Kabetogama
  - Leech Lake
  - Mille Lacs
  - Lake Minnetonka
  - Mud Lake - De nombreux lacs de l'État partagent ce même nom
  - North Long Lake
  - Otter Tail Lake
  - Portsmouth Mine Pit Lake
  - Rainy Lake
  - Red Lake
  - Lake Saganaga
  - Saunders Lake
  - Scott Lake
  - Lake Traverse (s'étend aussi dans le Dakota du Sud)
  - Lake Winnibigoshish

### Mississippi
- Arkabutla Lake
- Enid Lake
- Gainsville Lake
- Grenada Lake
- Marting Lake
- Ross Barnett Reservoir
- Sardis Lake
- Lake Tom Bailey

### Missouri
- Bull Shoals Lake (s'étend aussi en Arkansas)
- Fellows Lake
- Harry S. Truman Dam and Reservoir
- Mark Twain Lake
- McDaniel Lake

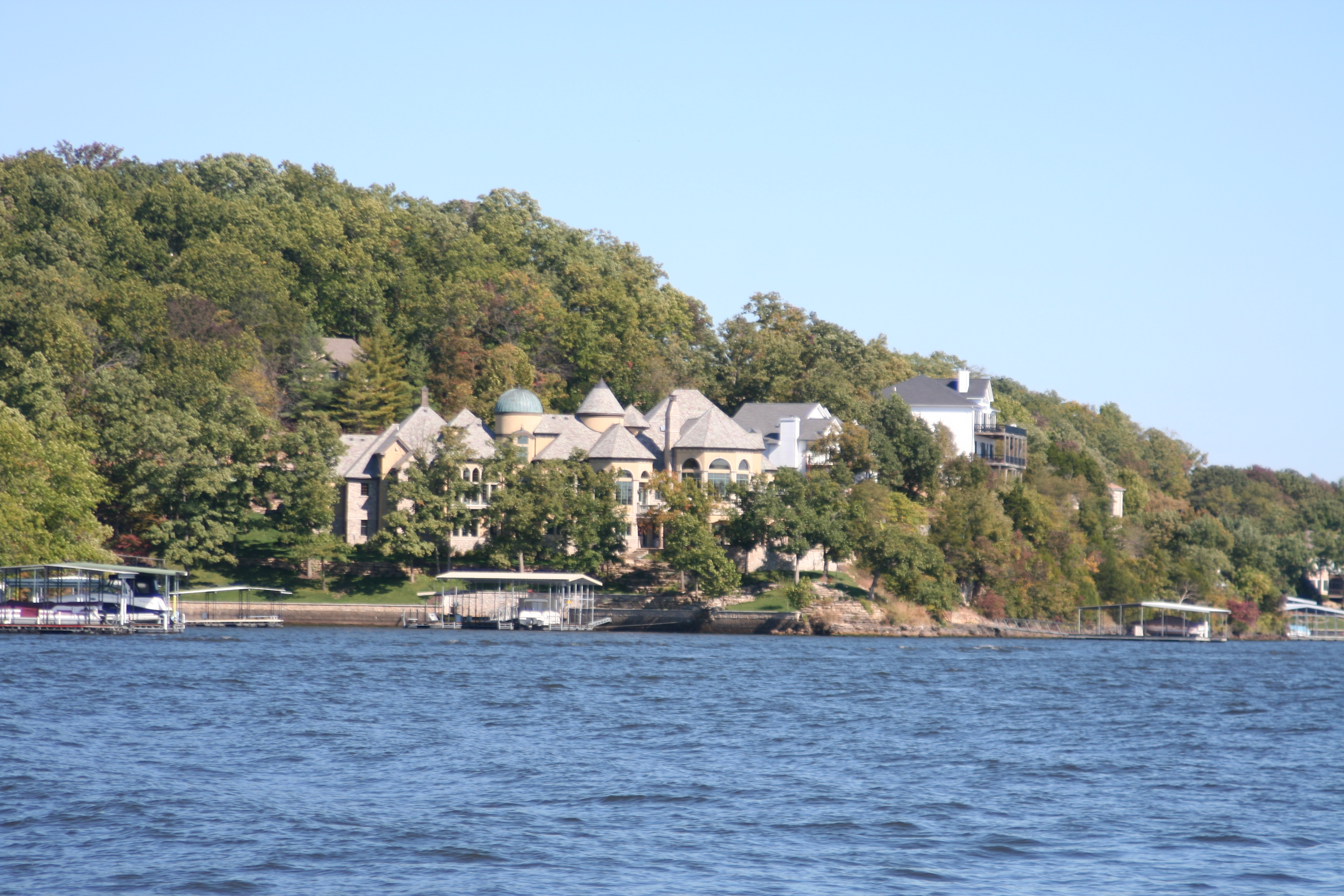
Lake of the Ozarks

- Norfolk Lake (s'étend aussi en Arkansas).
- Lake of the Ozarks
- Lac Pomme de Terre
- Smithville Lake
- Lake Springfield
- Stockton Lake
- Table Rock Lake (s'étend aussi en Arkansas).
- Lake Taneycomo
- Weatherby Lake

### Montana
- Lake Bowdoin
- Bowman Lake
- Canyon Ferry Lake
- Cosley Lake
- Lake Elwell
- Flathead Lake
- Hauser Lake
- Hebgen Lake
- Kintla Lake
- Logging Lake
- Lake McDonald
- Medicine Lake
- Painted Rocks Lake
- Peck Lake
- Saint Mary Lake
- Seeley Lake
- Lake Sherburne
- Two Medicine Lake

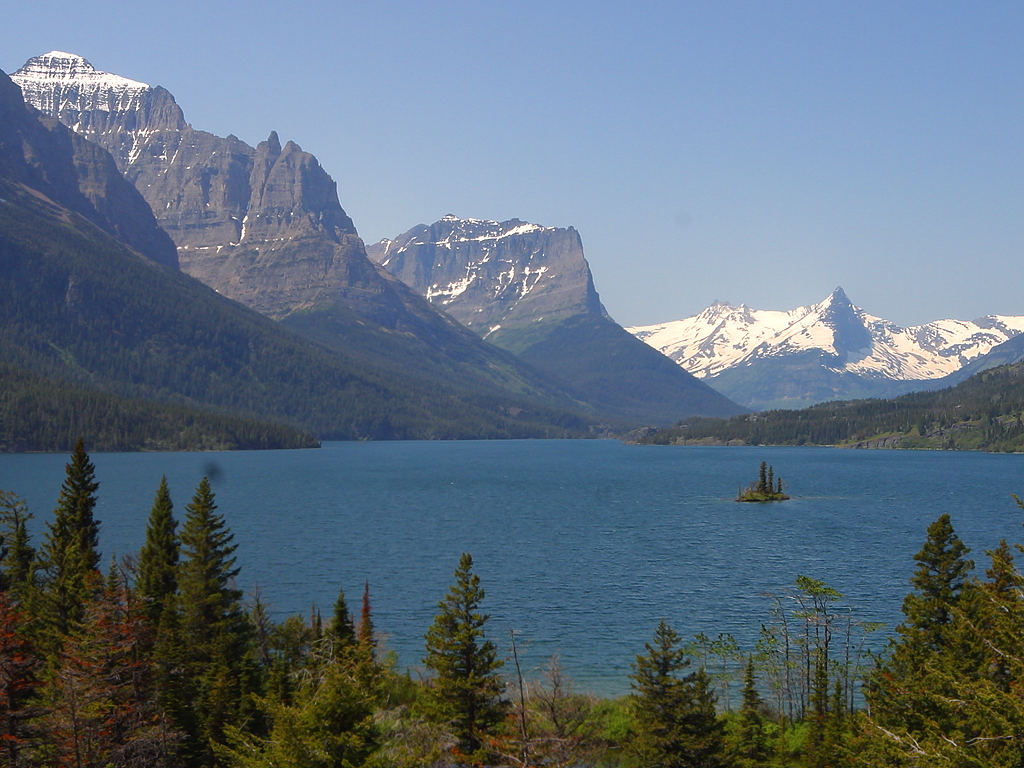
Saint Mary Lake

- Waterton Lake (s'étend aussi en Alberta au Canada).

### Nebraska
- Lake Babcock
- Beaver Lake
- Harlan County Lake
- Lac de Lewis et Clark (s'étend aussi dans le Dakota du Sud).
- Lake McConaughy
- Minatare Lake

### Nevada
- Angel Lake
- Humboldt Sink
- Lac Mead (s'étend aussi en Arizona).
- Pyramid Lake

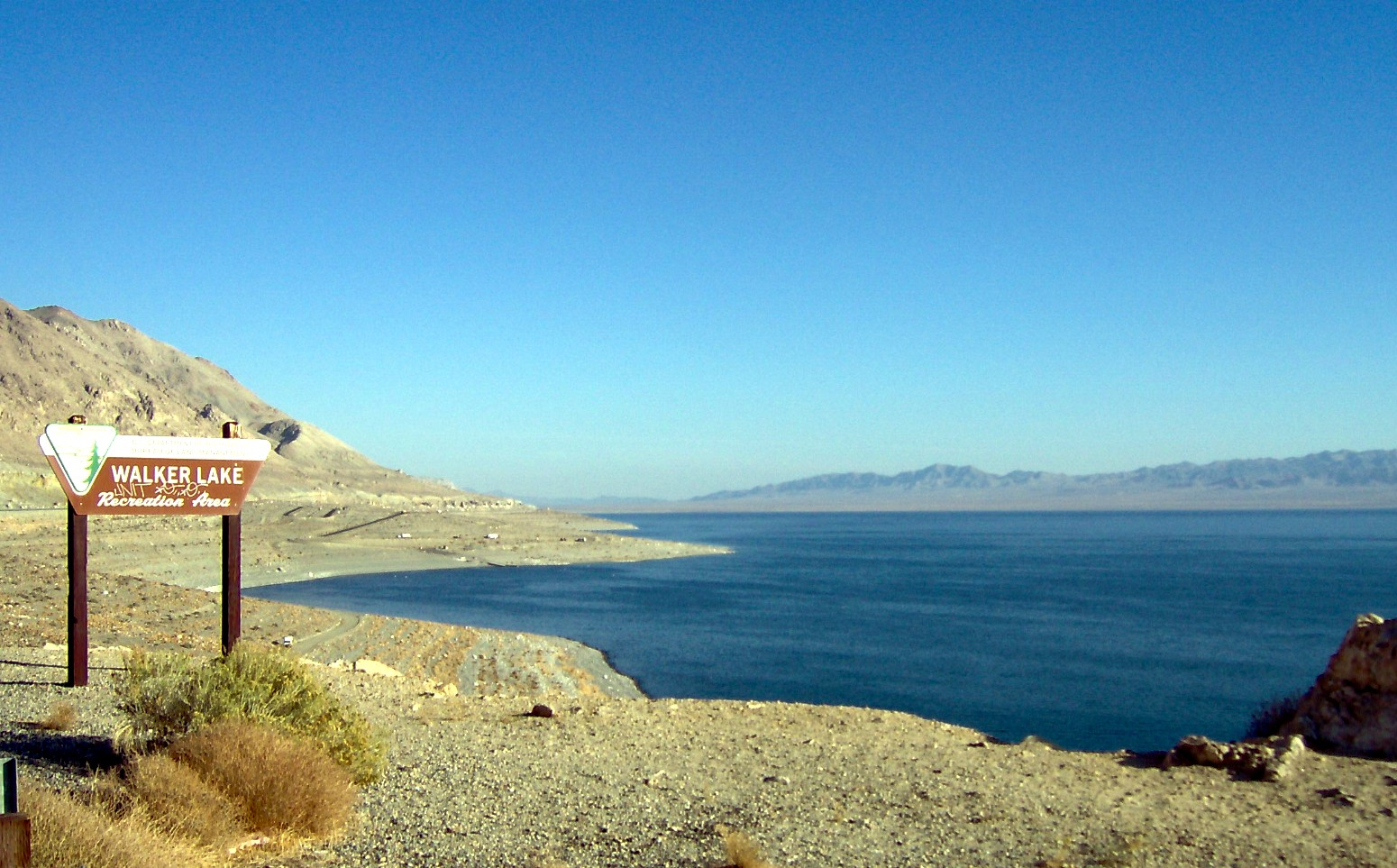
Walker Lake

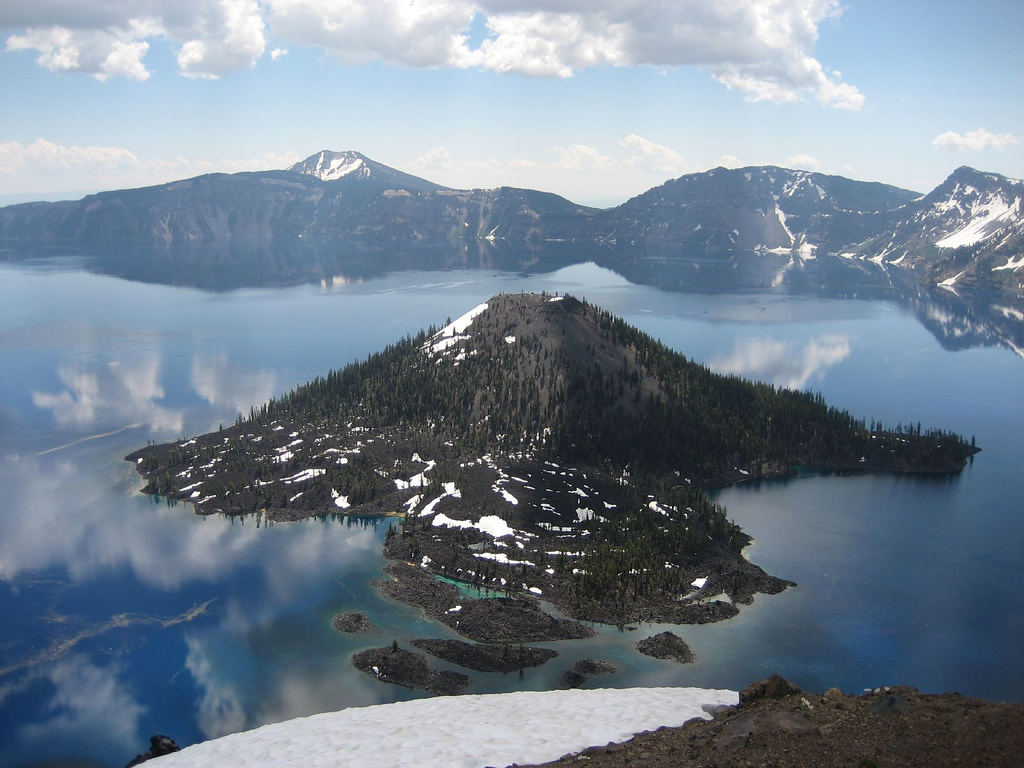
Crater Lake

- Lac Tahoe (s'étend aussi en Californie).
- Walker Lake

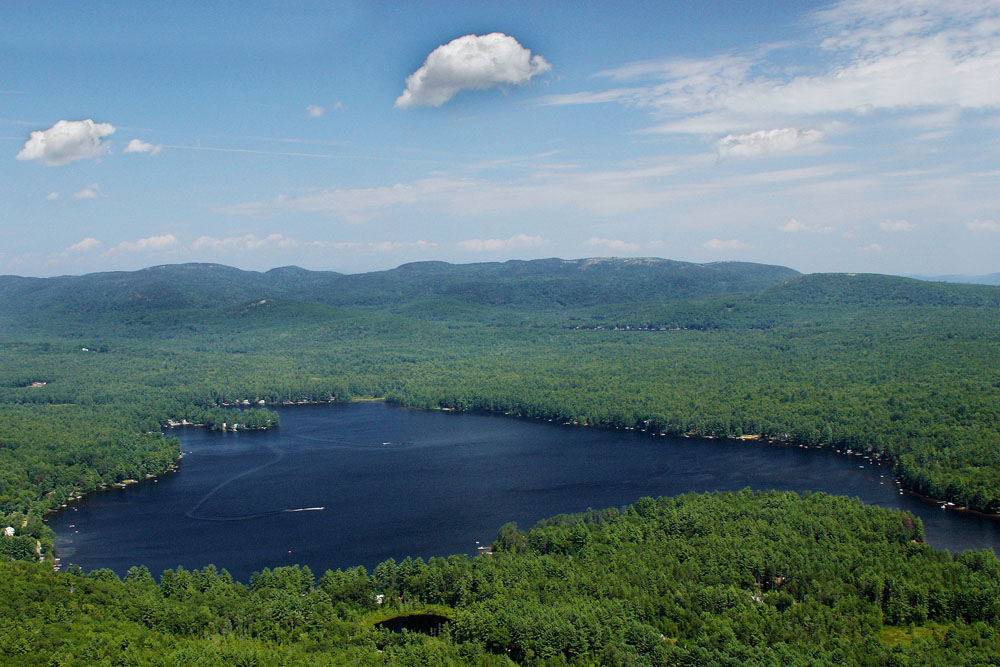
Crystal Lake

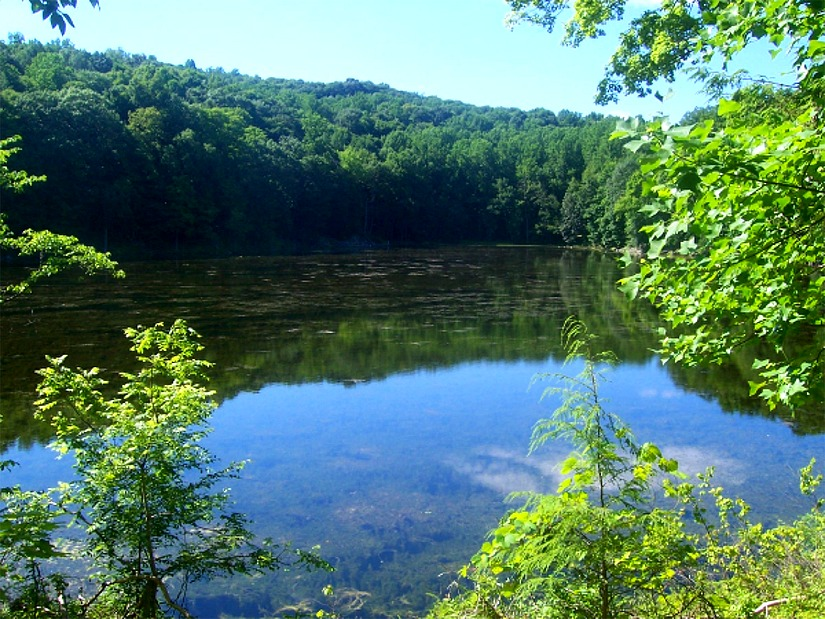
Ghost Lake

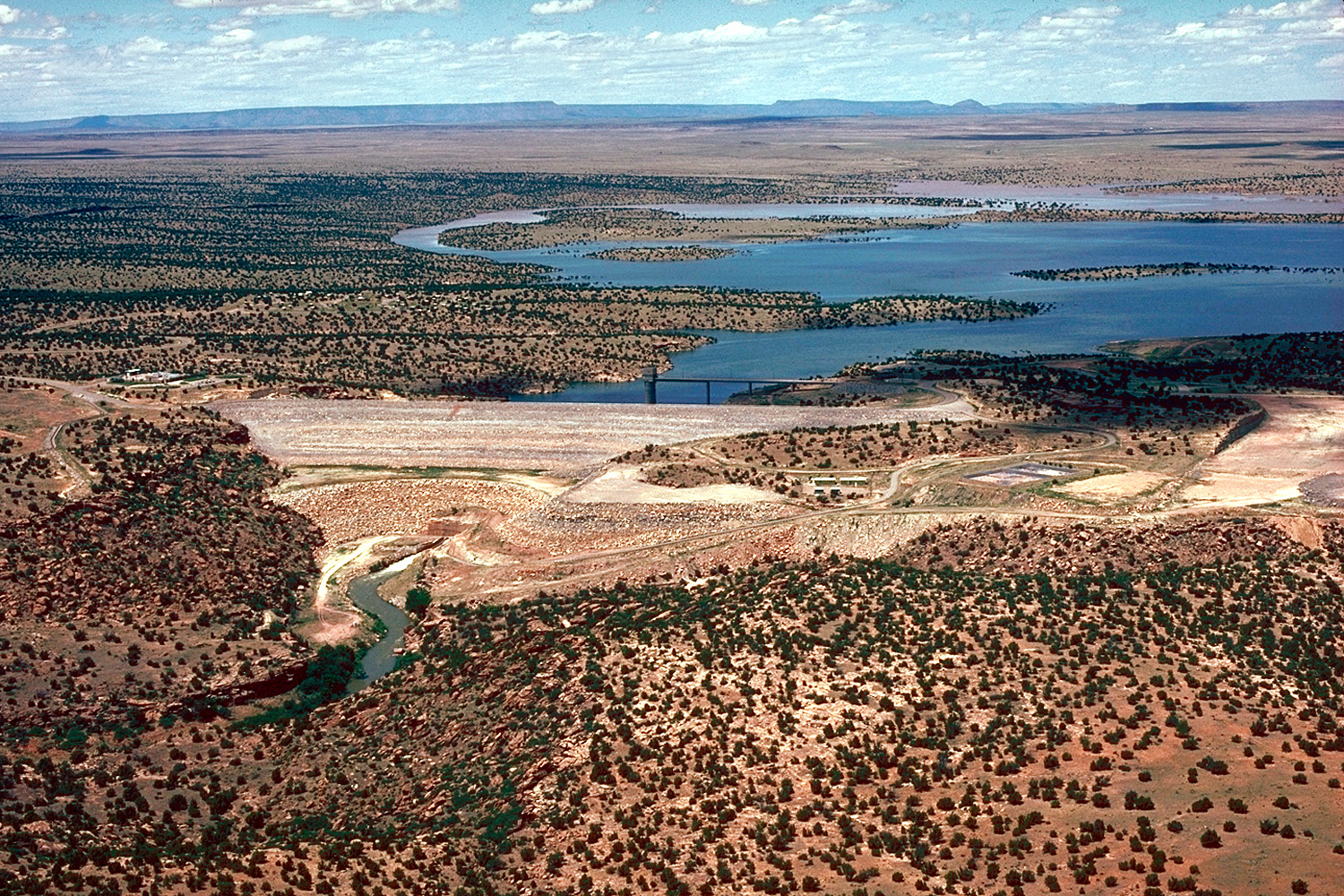
Santa Rosa Lake

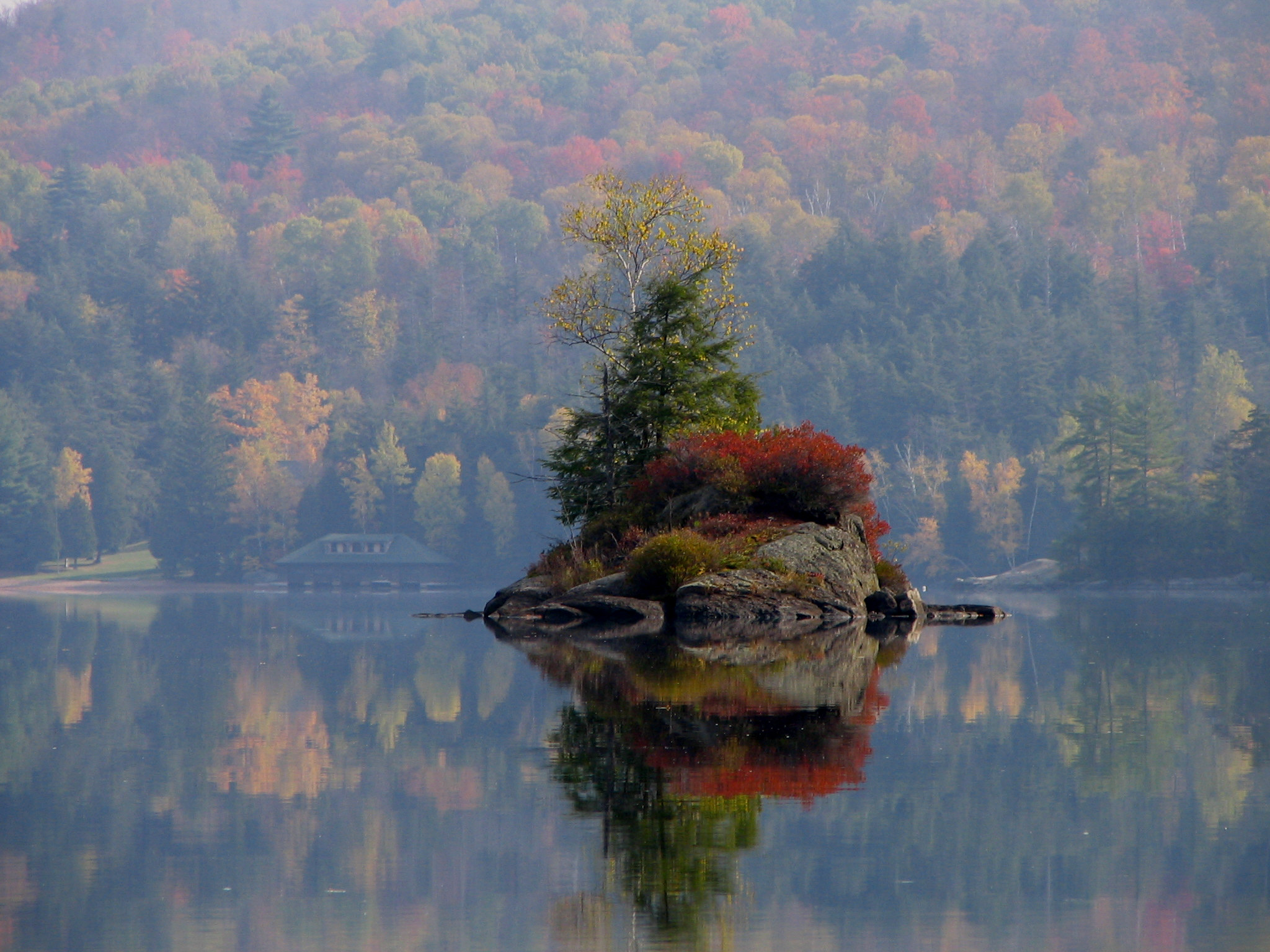
Lower Saranac Lake (New York)

### New Hampshire
- Lac Great East
- Lac Newfound
- Lac Ossipee
- Lac Squam
- Lac Sunapee
- Lac Umbagog
- Lac Winnipesaukee
- Lac Winnisquam

### New Jersey
- Lac Arrowhead
- Blue Hole
- Lac Carasaljo
- Lac Carnegie
- Lac Deal
- Lac Estling
- Lac Greenwood
- Green Pond
- Lac Hopatcong
- Lac Indian
- Lac Musconetcong
- Réservoir de Round Valley
- Lac Tappan
- Lac Union

### Nouveau-Mexique
- Bluewater Lake
- Bonito Lake
- Brantley Lake
- Caballo Lake
- Clayton Lake
- Cochiti Lake
- Conchas Lake
- El Vado Lake
- Elephant Butte Lake
- Fenton Lake
- Hackberry Lake
- Heron Lake
- Morphy Lake
- Navajo Lake
- Santa Cruz Lake
- Santa Rosa Lake
- Storrie Lake
- Summer Lake
- Ute Lake

### New York
- Lac Otsego

### Ohio
- Acton Lake (artificiel)
- Brady Lake
- Buckeye Lake (artificiel)
- Caesars Creek Lake (artificiel)
- Charles Mill Lake (artificiel)
- Chippewa Lake
- Clarence J. Brown Reservoir (artificiel)
- Cowan Lake (artificiel)
- Lac Érié (s'étend aussi dans le Michigan, New York, l'Ontario et la Pennsylvanie)
- Grand Lake St. Marys (artificiel)
- Hocking Hills Reservoir
- Indian Lake (artificiel)
- Mirror Lake
- Lake Pippen
- Pymatuning Reservoir (Artificiel. s'étend aussi en Pennsylvanie).
- Rocky Fort Lake (Artificiel)
- Rose Lake
- Senecaville Lake
- William Harsha Lake

### Oklahoma
- Altus Lake
- Arbuckle Lake
- Arcadia Lake
- Birch Lake
- Broken Bow Lake
- Canton Lake
- Copan Lake
- Eufaula Lake
- Fort Cobb Lake
- Fort Gibson Lake
- Fort Supply Lake
- Grand Lake o' the Cherokees
- Heyburn Lake
- Hulah Lake
- Kaw Lake
- Keystone Lake
- Lake Murray
- Oologah Lake
- Optima Lake
- Pine Creek Lake
- Sardis Lake
- Skiatook Lake
- Tenkiller Ferry Lake
- Lake Texoma
- Lake Thunderbird
- Tom Steed Lake
- Waurika Lake
- Wister Lake

### Oregon
- Lac Cleawox
- Crater Lake
- Detroit Lake
- Goose Lake (s'étend aussi en Californie).
- Lac Klamath supérieur
- Lac Lava
- Maidu Lake
- Lac Tahkenitch

### Tennessee

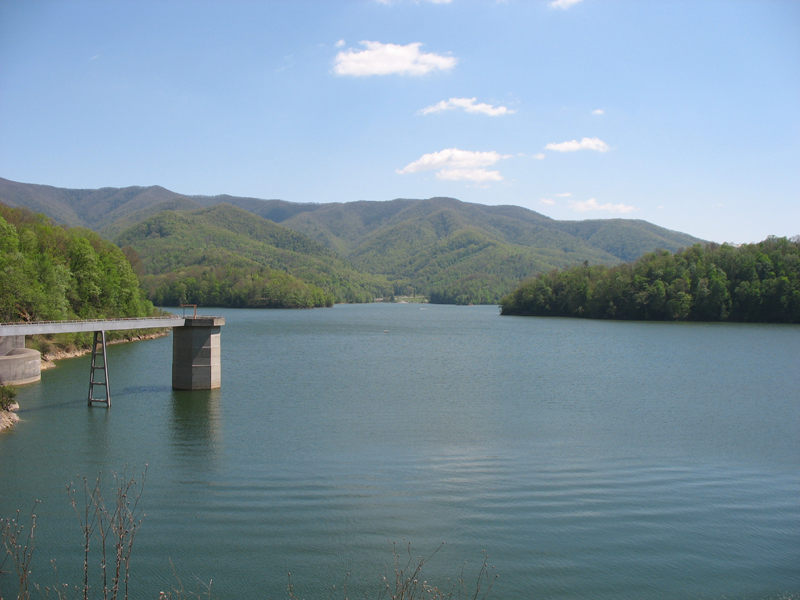
Watauga Lake

- Lake Barkley (s'étend aussi dans le Kentucky).
- Boone Lake
- Center Hill Lake
- Cherokee Lake
- Lake Chickamauga
- Douglas Lake
- Dale Hollow Lake.
- Fort Loudoun Lake
- J. Percy Priest Lake
- Kentucky Lake (s'étend aussi dans le Kentucky).
- Melton Hill Lake
- Nickajack Lake
- Norris Lake
- Reelfoot Lake
- Tims Ford Lake
- Watts Bar Lake

### Utah
- Bear Lake (s'étend aussi dans l'Idaho).
- Fish Lake

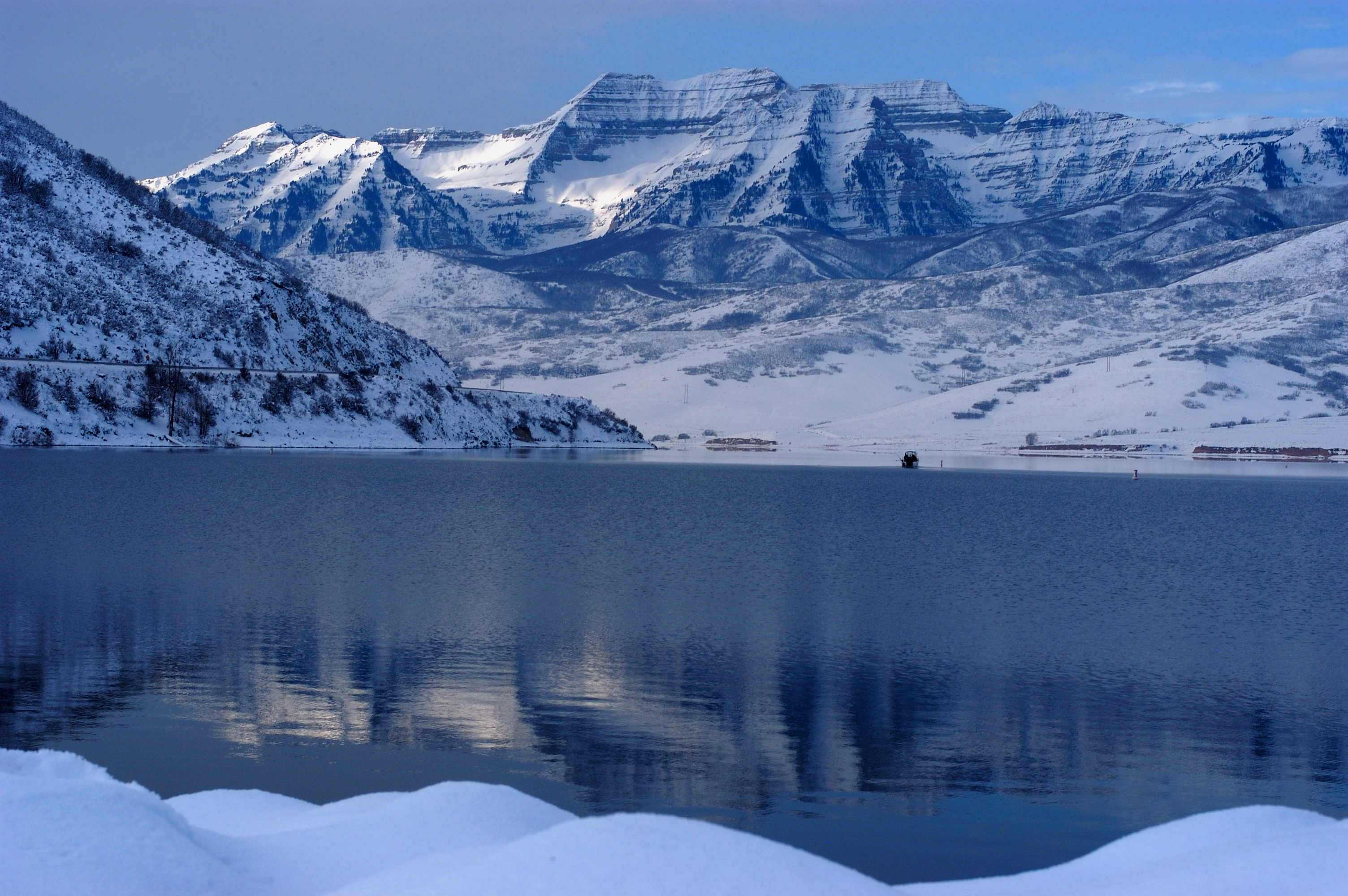
Deer Creek Reservoir

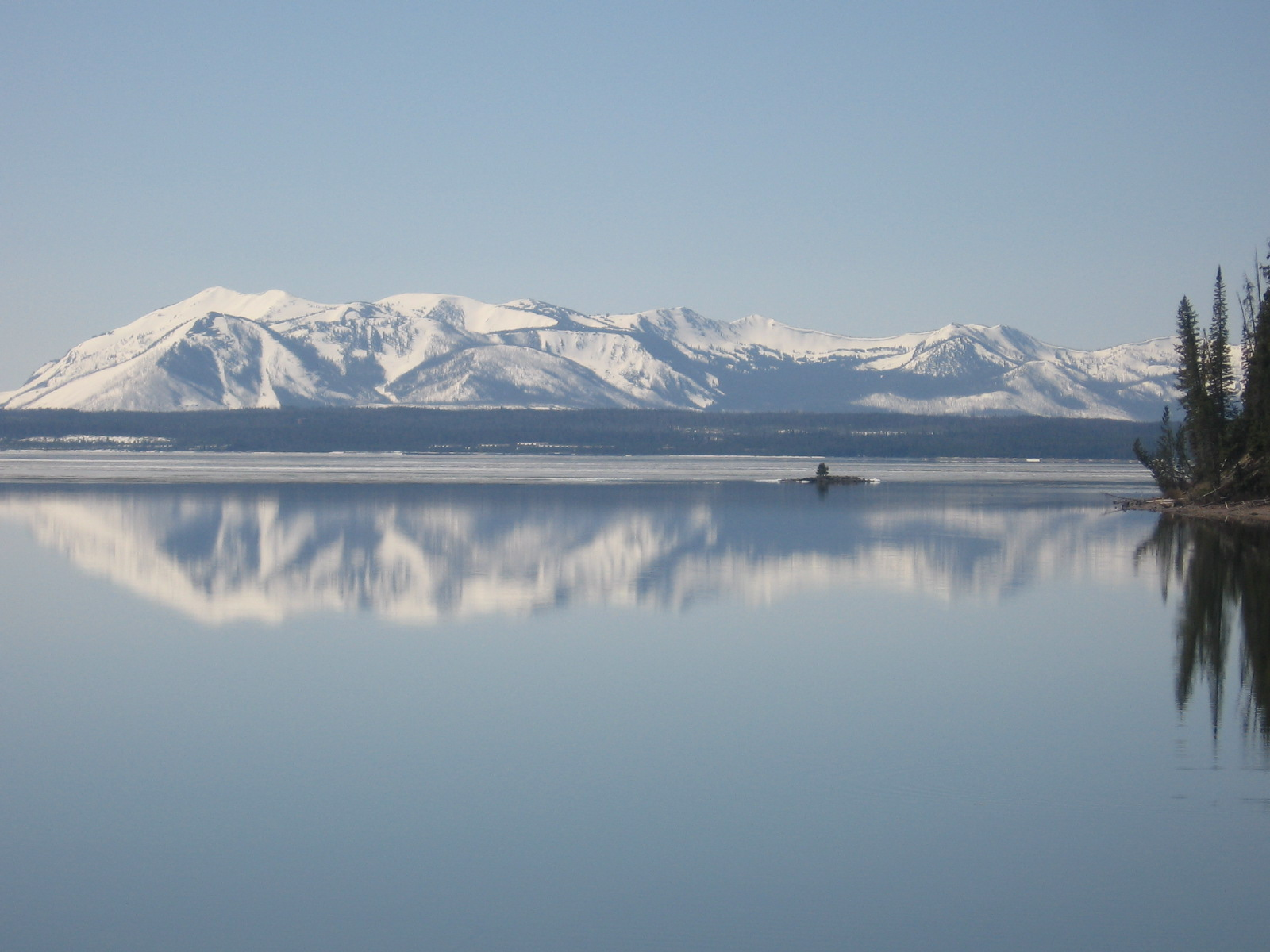
Lac Yellowstone

- Flaming Gorge Reservoir (s'étend aussi dans le Wyoming).
- Grand Lac Salé
- Lac Powell (s'étend aussi dans l'Arizona).
- Oowah Lake
- Panguitch Lake
- Rush lake (quasiment asséché)
- Sevier Lake (quasiment asséché)
- Lac Utah

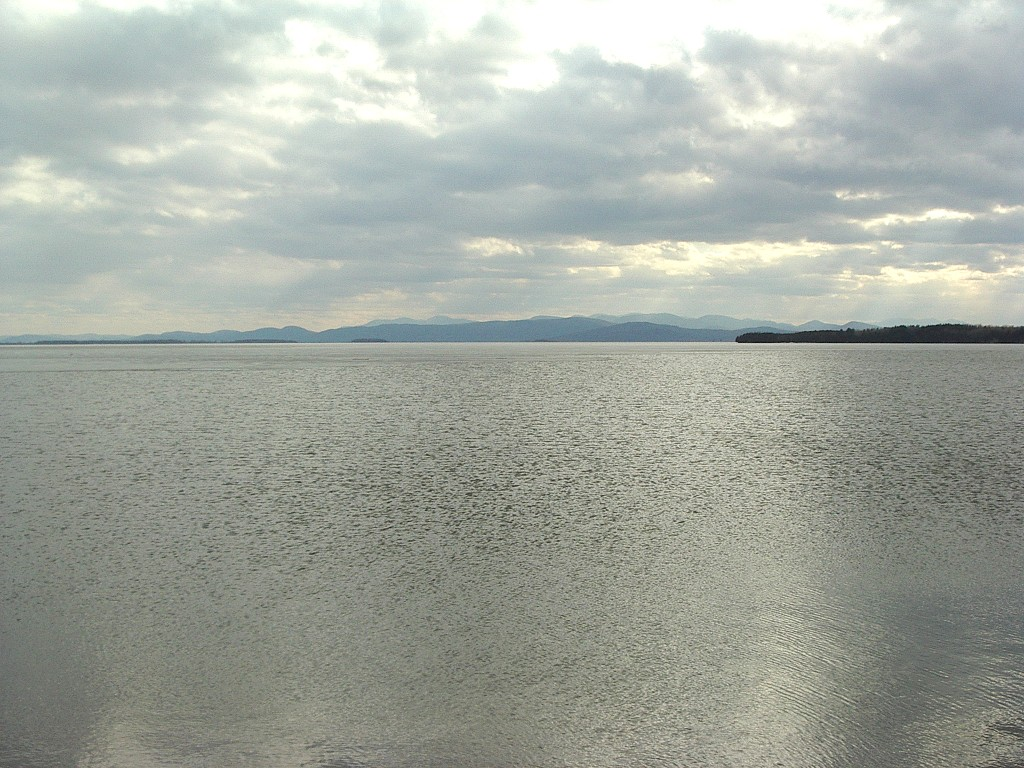
Lac Champlain

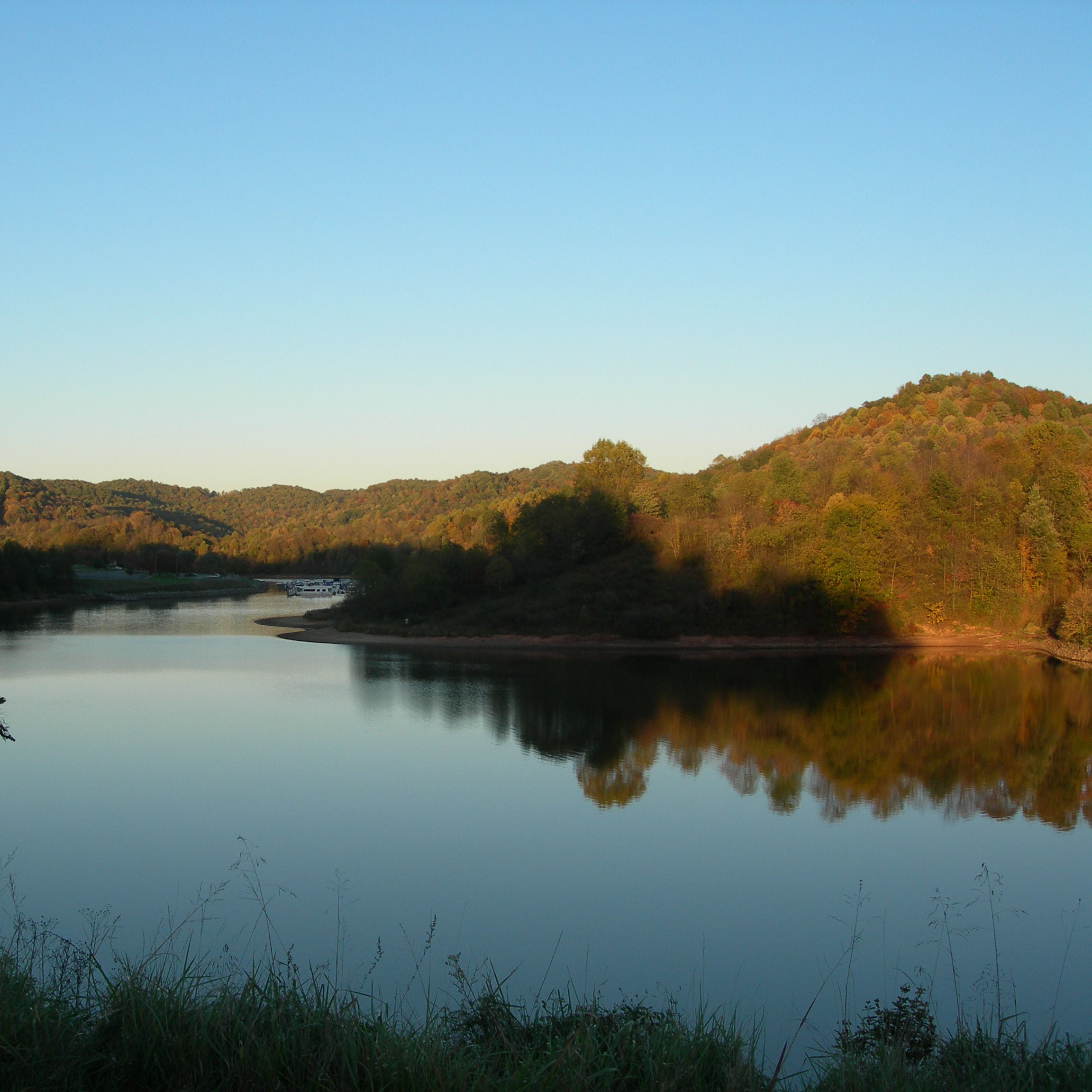
Stonewall Jackson Lake

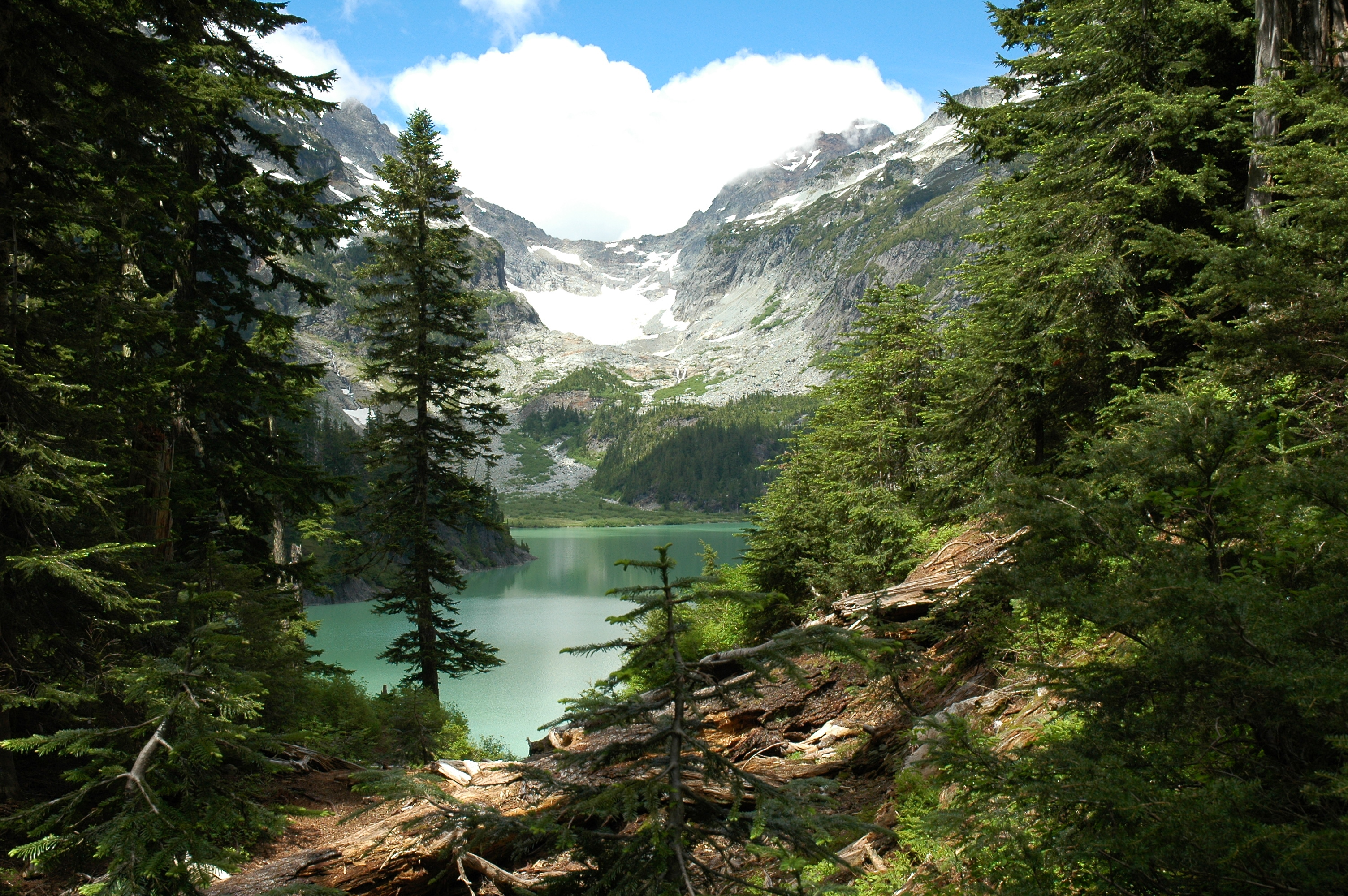
Blanca Lake

### Vermont
- Ball Mountain Lake
- Lake Bomoseen
- Lake Carmi
- Caspian Lake
- Crystal Lake
- Lac Champlain
- Echo Lake
- Harvey’s Lake (en)
- Lake Iroquois
- Lac Memphrémagog
- North Hartland Lake
- North Springfield Lake
- Lake Parker
- Lake Seymour
- Lake St. Catherine
- Silver Lake
- Townshend Lake
- Lake Willoughby

### Virginie
- Mountain Lake (Virginie)

### Virginie-Occidentale
- Beech Fork Lake
- Bluestone Lake
- Burnsville Lake
- Cheat Lake
- East Lynn Lake
- Elk Fork Lake
- Hawks Nest Lake
- Jennings Randolph Lake
- North Bend Lake
- Moncove Lake
- Mount Storm Lake
- O'Brien Lake
- Plum Orchard Lake
- R. D. Bailey Lake
- Lake Sherwood
- Sleepy Creek Lake
- Stephens Lake
- Stonecoal Lake
- Stonewall Jackson Lake
- Stony River Reservoir
- Summersville Lake
- Sutton Lake
- Trout Pond
- Tygart Lake
- Upper Mud Lake
- Woodrum Lake

### Washington
- Lac Allen
- Banks Lake
- Bear Lake (en)
- Lac Chelan
- Lac Crescent
- Loon Lake
- Mill Creek Lake
- Lake Ozette
- Potholes Reservoir
- Roosevelt Lake
- Ross Lake
- Lake Sammamish
- Soap Lake
- Lac Spirit
- Lake Quinault
- Lake Washington
- Lake Whatcom

### Wisconsin

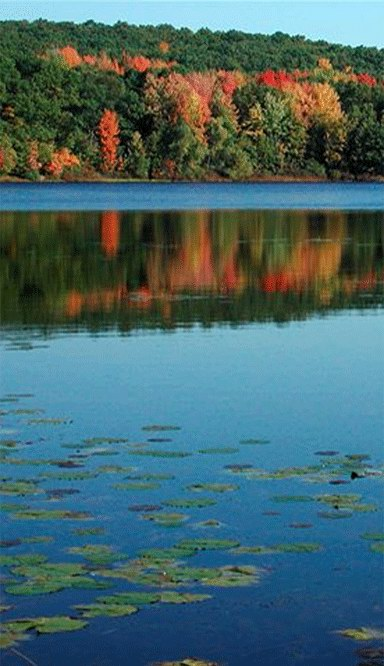
Little Cedar Lake

Il y a plus de 15 000 lacs dans le Wisconsin, avec notamment :
- Grands lacs
  - Lac Michigan (s'étend aussi dans l'Illinois, l'Indiana et le Michigan)
  - Lac Supérieur (s'étend aussi dans le Michigan, le Minnesota et l'Ontario)
- Lacs intérieurs
  - Balsam Lake
  - Brule Lake
  - Lac Butte des Morts
  - Clark Lake
  - Crystal Lake
  - Lac Delton
  - Devil's Lake
  - East Alaska Lake
  - Lac Ellen
  - Enterprise Lake
  - Europe Lake
  - Geneva Lake
  - Green Lake
  - Half Moon Lake (en)
  - Harbor Lights Lake
  - Kangaroo Lake
  - Lac Koshkonong
  - Krohns Lake
  - Little Cedar Lake
  - Little Lake Butte des Morts
  - Lost Lake
  - Lac Mendota
  - Lac Menomin
  - Lac Minocqua
  - Mirror Lake
  - Lac Monona
  - Montgomery Lake
  - Mud Lake (116 lacs de ce nom dans le Wisconsin)
  - Namekagon Lake
  - Lac Noquebay
  - Pewaukee Lake
  - Lac Poygan
  - Red Lake
  - Lac Redstone
  - Rock Lake
  - Shawano Lake
  - South Twin Lake
  - Tainter Lake
  - Lac Waubesa
  - Wazee Lake(Artificiel)
  - West Alaska Lake
  - Whitewater Lake
  - Wilson Lake (8 lacs de ce nom dans le Wisconsin)
  - Windigo Lake
  - Lac Wingra
  - Lac Winnebago (le plus grand lac du Wisconsin)
  - Lac Wissota (artificiel)
  - Yellowstone Lake

### Wyoming
- Lac Alice
- Bradley Lake
- Emma Matilda Lake
- Flaming Gorge Reservoir (s'étend aussi dans l'Utah).
- Lac Jackson
- Jenny Lake
- Leigh Lake
- Phelps Lake
- Lac Solitude
- String Lake
- Taggart Lake
- Two Ocean Lake
- Lac Yellowstone